# Abbaye Saint-Michel de Cuxa
Pour les articles homonymes, voir Abbaye Saint-Michel et Saint-Michel.

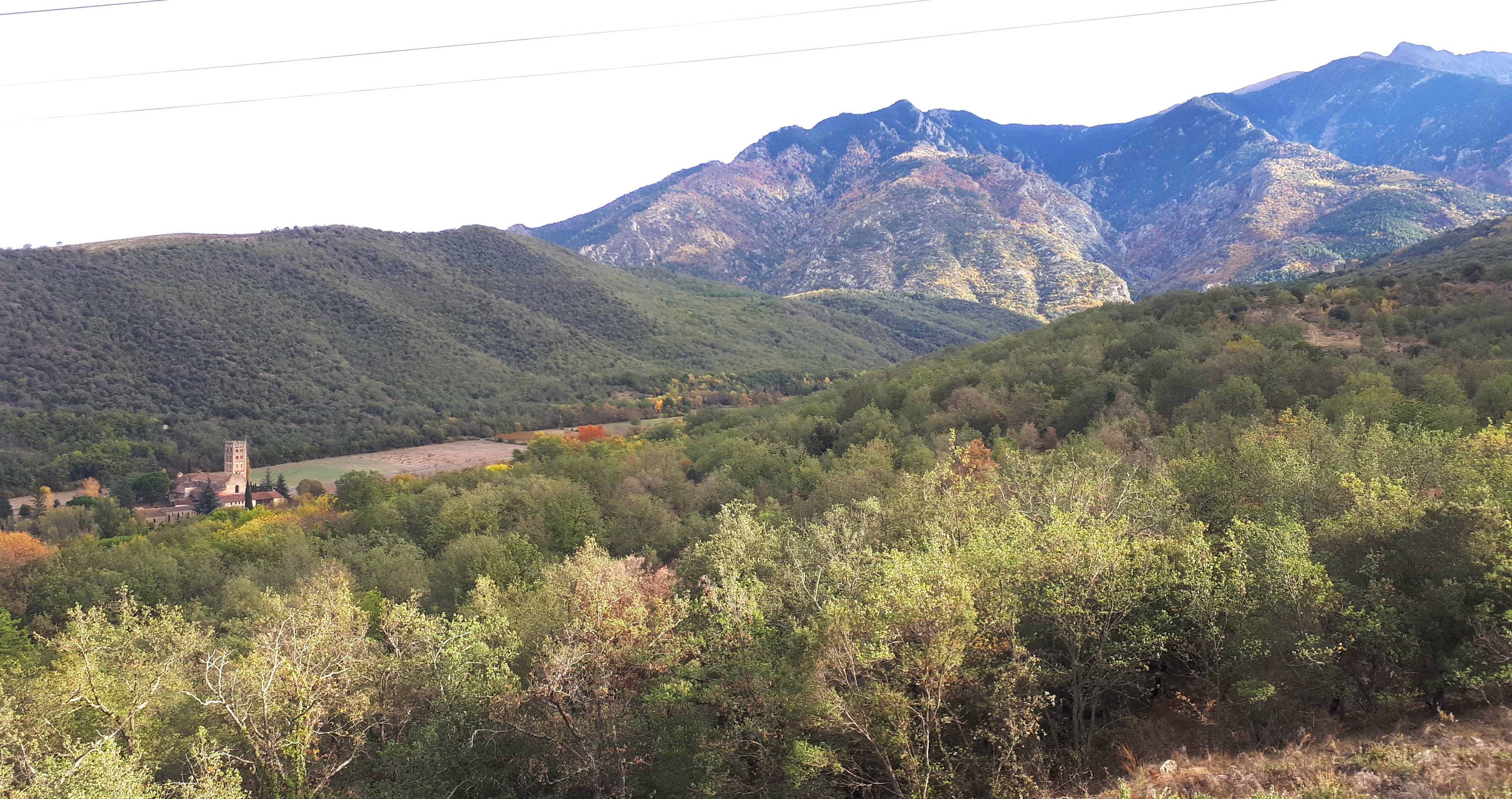
"Un monastère bénédictin situé au pied du Canigou".

L’abbaye de Saint-Michel de Cuxa (aussi orthographié Cuixà, se prononce [kuˈʃa], du nom catalan Sant Miquel de Cuixà) est un monastère bénédictin situé au pied du Canigou, sur la commune de Codalet dans le département français des Pyrénées-Orientales en région Occitanie. Il fait partie de la province espagnole de la congrégation de Subiaco (confédération bénédictine).
L'église abbatiale est en partie préromane et son cloître marque au XIIe siècle la naissance de la sculpture romane roussillonnaise. L'ensemble est classé au titre des monuments historiques.

## Situation

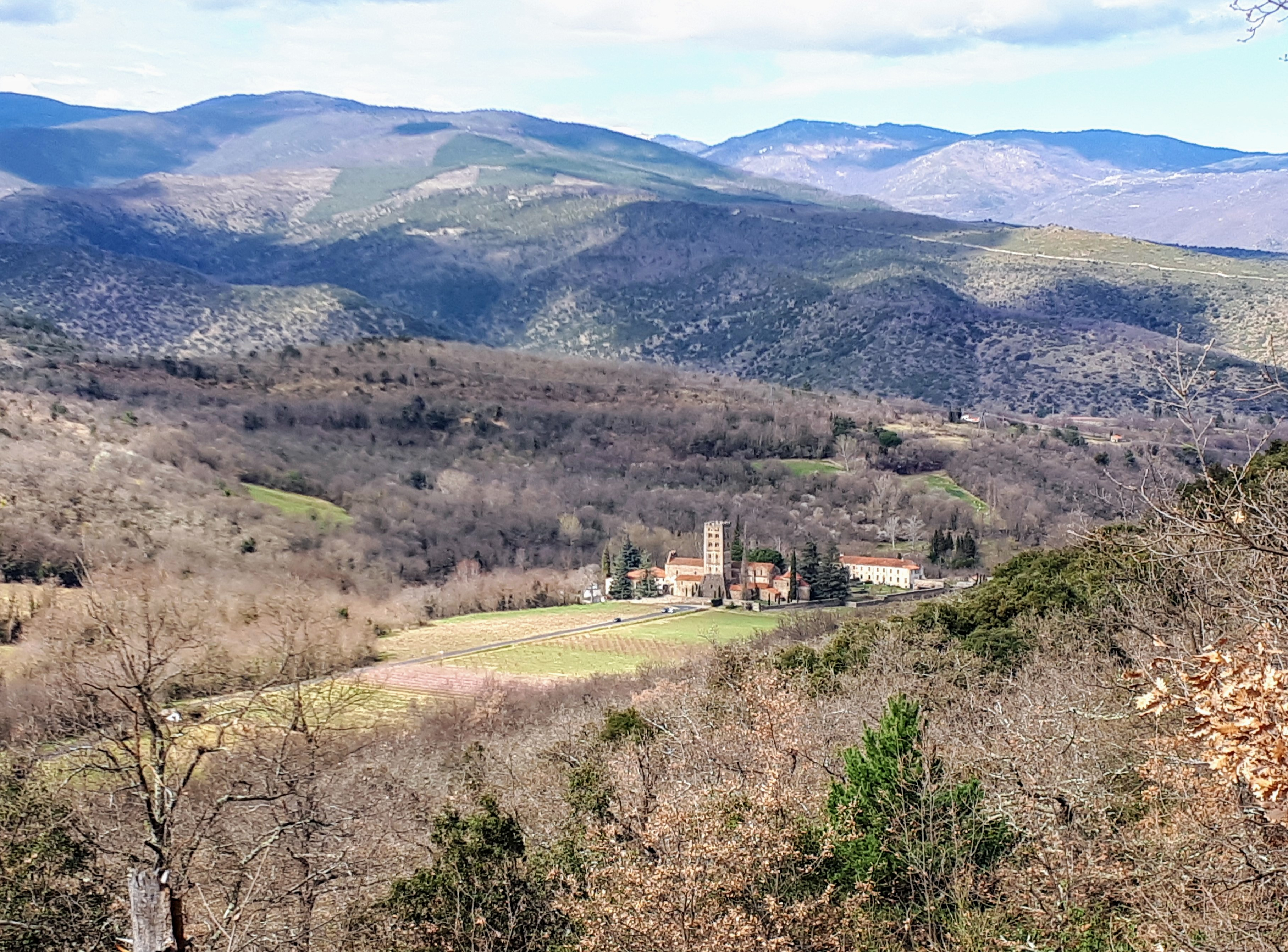
L'abbaye est située sur une terrasse fluviale quaternaire à une altitude d'environ 460 mètres, soit une vingtaine de mètres au-dessus du cours actuel de la rivière Llitera.

| \| Abbaye Saint-Michel de Cuxa \| Situation par rapport aux sites préromans des Pyrénées-Orientales. |
| Abbaye Saint-Michel de Cuxa                                                                          |

## Histoire

### Fondation et apogée de l'abbaye
L'abbaye de Cuxa tire son origine du monastère de Saint-André d'Eixalada, situé plus haut dans la vallée de la Têt, et fondé vers 840.

Vues de l'abbaye Saint-Michel-de-Cuxa
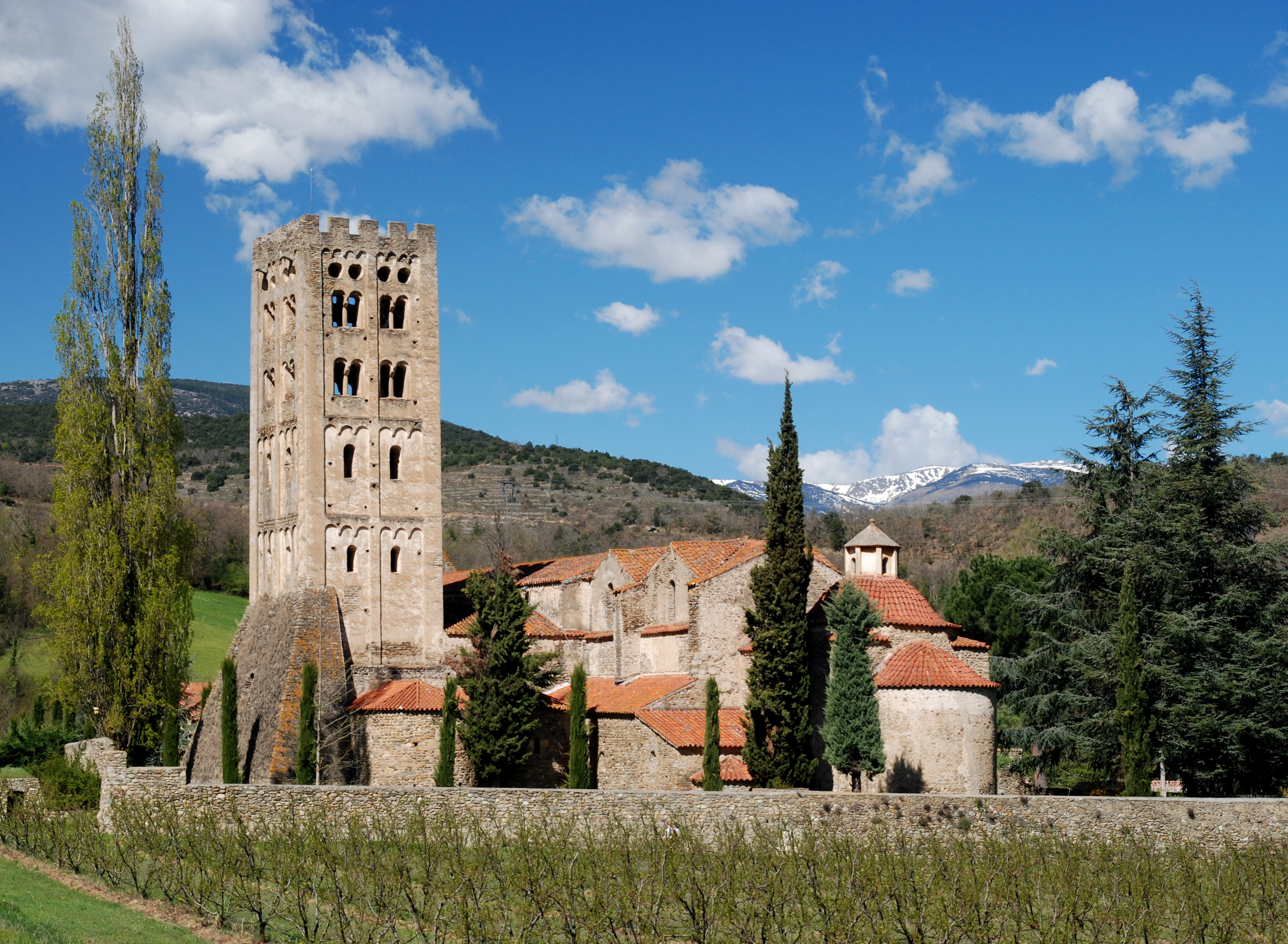
Vue de l'abbaye depuis les vergers.
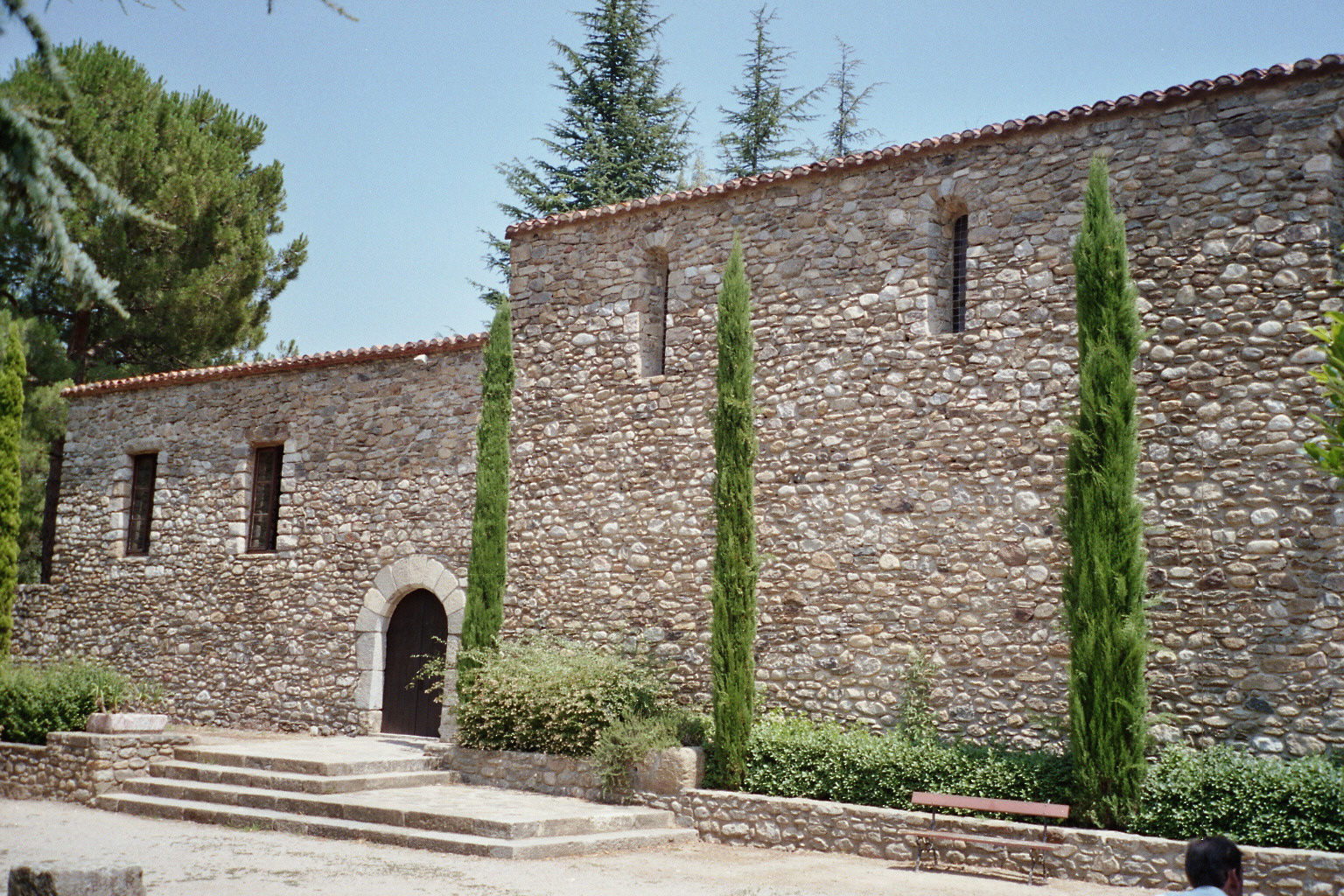
Entrée de l'abbaye.

À l'automne 878, une crue soudaine de la Têt, consécutive à des pluies diluviennes, emporte dans ses eaux le monastère (situé tout près du lit de la rivière, à l'emplacement de sources thermales déjà connues dans l'Antiquité). Les 35 moines survivants se réfugient à Cuxa, où se trouve une église dédiée à saint Germain, propriété du clerc Protais (Protasius) qui s'est, avec quelques compagnons, agrégé à la communauté de Saint-André en 854. Un document daté du 29 juin 879 règle la situation juridique des moines de Saint-Germain : ils se constituent en une communauté monastique et, l'abbé de Saint-André étant mort entre-temps, Protais en devient le nouvel abbé.
Le nouveau monastère continue de bénéficier de la protection et des libéralités des comtes de Cerdagne-Conflent, issus de Guifred Ier le Velu (Wifredus), comte de Barcelone en 870, qui agrandissent considérablement son patrimoine foncier. Le monastère obtient de la royauté des préceptes confirmatifs et, surtout, en 950 le privilège d'immunité, qui le fait relever de la seule autorité du pape. Sunifred II de Cerdagne confie le monastère de Cuxà peu avant 965 à l'abbé Garin (Warinus), moine venu de Cluny ; celui-ci y introduit une réforme dans l'esprit de Cluny. Garin est à la tête de cinq monastères du sud de la France et il entretient avec l'extérieur des rapports étendus.
Il existe une petite église dédiée à Saint Michel à Cuxa, mentionnée pour la première fois en 938, faite de pierres et d'argile. Sunifred fait bâtir une grande église en chaux, en pierre taillée et en bois, à partir de 956 ; il y est inhumé à sa mort en 967. Elle est consacrée le 28 septembre 975, veille de la Saint-Michel, selon l'usage. Cette église existe encore aujourd'hui, c'est l'une des plus importantes de l'architecture préromane.
De retour d'un pèlerinage à Rome et à Venise, Garin convainc le doge Pietro Orseolo de le suivre à Cuxa. Dans la nuit du 1er septembre 978, selon Pierre Damien, le doge s'enfuit de Venise, abandonnant pouvoir, femme et enfants, emportant une bonne partie de ses trésors et accompagné entre autres de deux ermites, Marin et Romuald. La présence de ces hôtes illustres attire à Cuxa une foule de pèlerins. Le doge meurt au monastère en odeur de sainteté en 987. Peu après, ses compagnons retournent en Italie ; Romuald y fonde l'ordre des camaldules. Le comte Oliba Cabreta, frère et successeur de Sunifred II, abandonne le pouvoir à son tour et se retire au monastère bénédictin du Mont-Cassin, où il meurt en 990. En 991, l'abbé Garin part en pèlerinage aux lieux saints, d'où il revient en 993. Il meurt peu avant l'an 1000.
Renonçant au pouvoir temporel qu'il exerce avec son frère Guifred, Oliba de Besalú, né vers 971, fils du comte Oliba Cabreta, choisit la vie monastique en 1002, à Ripoll ; élu abbé de Ripoll et abbé de Cuxa en 1008, nommé évêque de Vic en 1017, il s'efforce de consolider et d'agrandir le patrimoine déjà riche du monastère. Moins voyageur que Garin, Oliba est un grand bâtisseur. Il va profondément transformer le monastère en construisant au-devant de l'église les deux églises superposées de la Crèche (Pessebre) et de la Trinité, églises à plan centré qui communiquent au niveau supérieur avec Saint-Michel par des galeries. Il augmente aussi le sanctuaire de trois absides, voûte les bas-côtés de la nef, construit les clochers. C'est un homme de grand prestige, qui se rend au moins deux fois à Rome et correspond avec rois et prélats qui recherchent son avis. Il meurt à Cuxa, où il est inhumé, le 30 octobre 1046.
Par une charte datée du 30 avril 1091, Guillaume-Raymond, comte de Cerdagne, donne l'abbaye de Cuxa en propriété à l'abbaye Saint-Victor de Marseille et à son abbé Richard. On pense que le nouvel abbé de Cuxa (de 1091 à 1102), Pierre Guillaume, est chargé de réformer le monastère dont le relâchement dans l'observance de la règle de saint Benoît a affaibli le prestige.
Au début du XIIe siècle, on construit le cloître en lui donnant la forme d'une colonnade de marbre, avec des chapiteaux sculptés. On édifie aussi une tribune en marbre dans l'église. Ces travaux sont en partie l'œuvre de Grégoire, abbé de Saint-Michel de 1130 à 1143, puis archevêque de Tarragone jusqu'à sa mort en 1146. Son effigie est placée sur la façade de la tribune, ce qui permet de conjecturer pour celle-ci une date entre 1146 et 1150.
Les périodes suivantes du Moyen Âge sont moins fastes pour Cuxa. Les bâtiments de l'abbaye ne sont pas restaurés. La richesse du monastère est cependant évidente, avec un domaine foncier très important, et la juridiction quasi épiscopale sur une quinzaine de paroisses réparties entre les diocèses d'Elne et d'Urgell.

### Cuxa à l'époque moderne

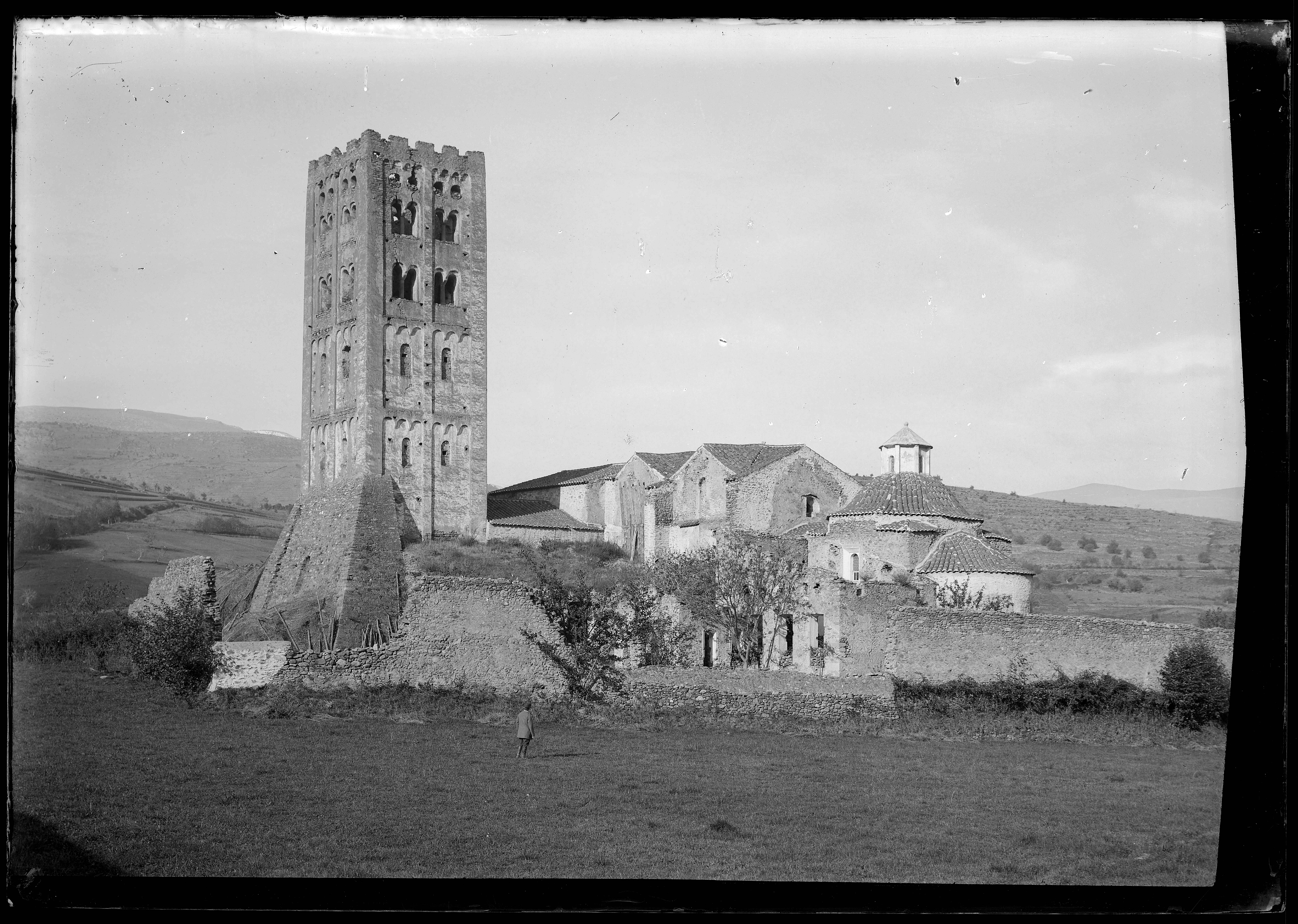
Photo de l'abbaye par Eugène Trutat, conservée au muséum de Toulouse.

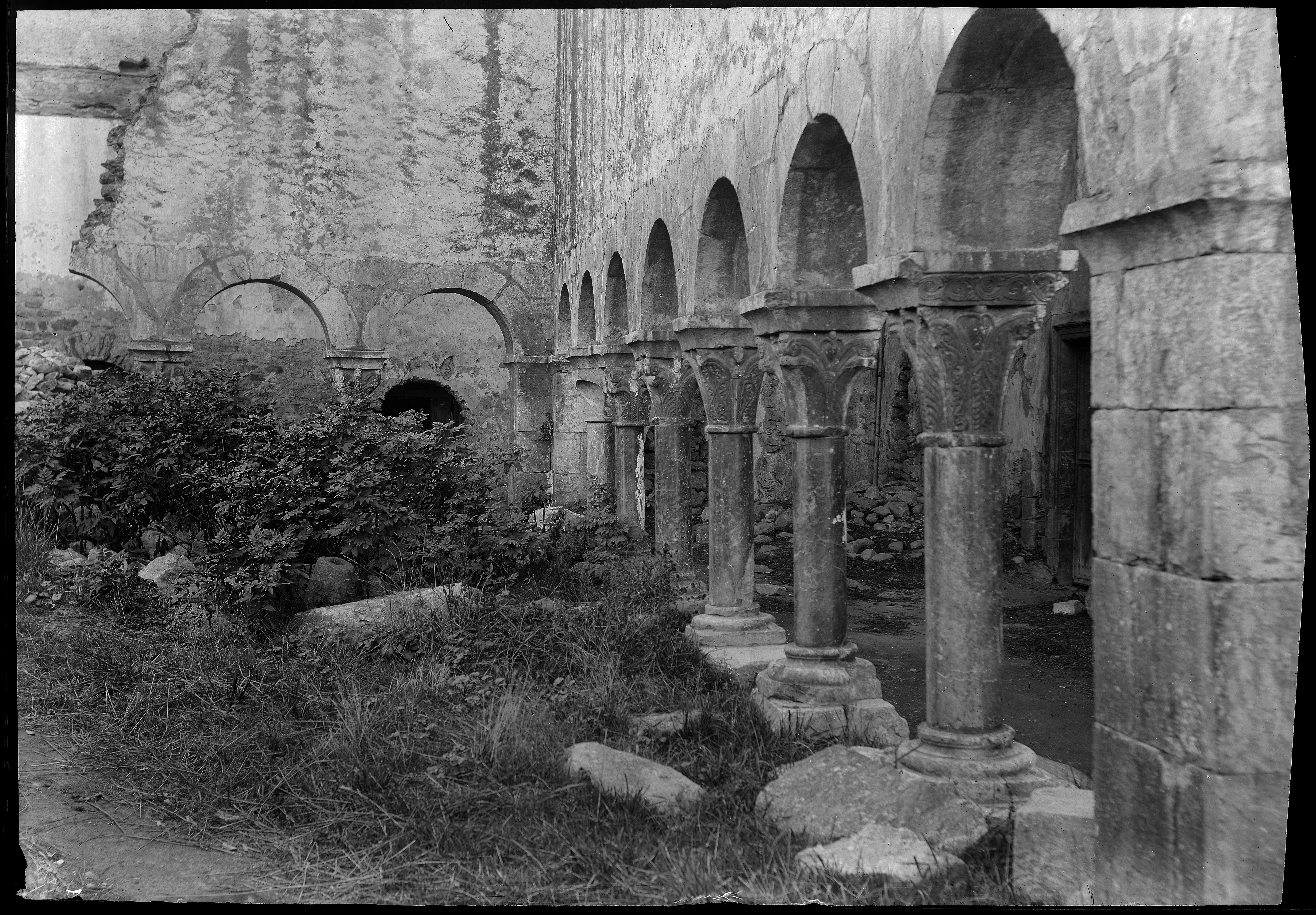
Cloître de l'abbaye à la fin du XIXe siècle. Photographie par Eugène Trutat, muséum de Toulouse.

À partir du XVIe siècle, les moines ne vivent pour ainsi dire plus la vie commune. Les revenus de l’abbaye sont partagés en autant d'« offices » que de moines (l'infirmier, le cellérier, le sacristain majeur, etc.) et chacun d'eux a son habitation particulière dans l'abbaye. L'église est transformée par la réalisation de chapelles latérales au détriment des bas-côtés de la nef, qui reçoit une voûte catalane en briques. En 1592, on note une nouvelle consécration du maître-autel, qui signe sans doute le réaménagement de l'église, et d'une nouvelle consécration de l'église du Pessebre, c'est-à-dire la chapelle construite dans l'axe du chevet de l'église pour remplacer l'église circulaire de la crypte sans doute alors abandonnée. Le logis du sacristain majeur est édifié à l'emplacement de la chapelle de la Trinité, qui avait déjà dû subir de gros dégâts (ou même s'effondrer) au XVe siècle, selon quelques indices archéologiques.
Le 13 juillet 1772, le pape Clément XIV publie une bulle qui rétablit la vie commune dans les monastères de l'ordre de Saint-Benoît, supprimant en conséquence les « offices » à Saint-Michel de Cuxa. La bulle, approuvée le 14 août 1772 par lettres patentes du roi Louis XV, se heurte à une résistance des moines des années durant, tant et si bien qu'il ne reste plus que sept moines à Cuxa en 1790.

### Après la Révolution
L'abbaye est vendue comme bien national le 28 mai 1791 à un négociant de Prades. L'abbé Font, dans son Histoire de Saint-Michel de Cuxa (1903) a prétendu que le 27 janvier 1793, des révolutionnaires envahissent le monastère et le pillent, obligeant les moines à l'abandonner. C'est sans doute faux, car les moines l'avaient déjà quitté, certains dès 1790, les autres avant la vente citée plus haut. L'orfèvrerie avait été portée à la Monnaie de Perpignan et les objets du culte répartis dans les paroisses voisines (Prades, Rigardà, Taurinyà). Tout au long du XIXe siècle, l'ensemble des bâtiments de l'abbaye tombe peu à peu en ruines. En 1825, un arceau de la grande nef se rompt, entraînant l'écroulement de la voûte de la crypte ; le clocher nord s'effondre à l'hiver 1838-1839. Le cloître est vendu, chapiteau après chapiteau, ainsi que sa fontaine, à des amateurs ou collectionneurs. En 1835, une galerie presque complète (douze arcades) est vendue pour décorer la cour d'un établissement de bains publics à Prades, les Bains Saint-Michel. Dès les années 1860, il n'en reste que douze sur place, qui disparaissent avant 1900.

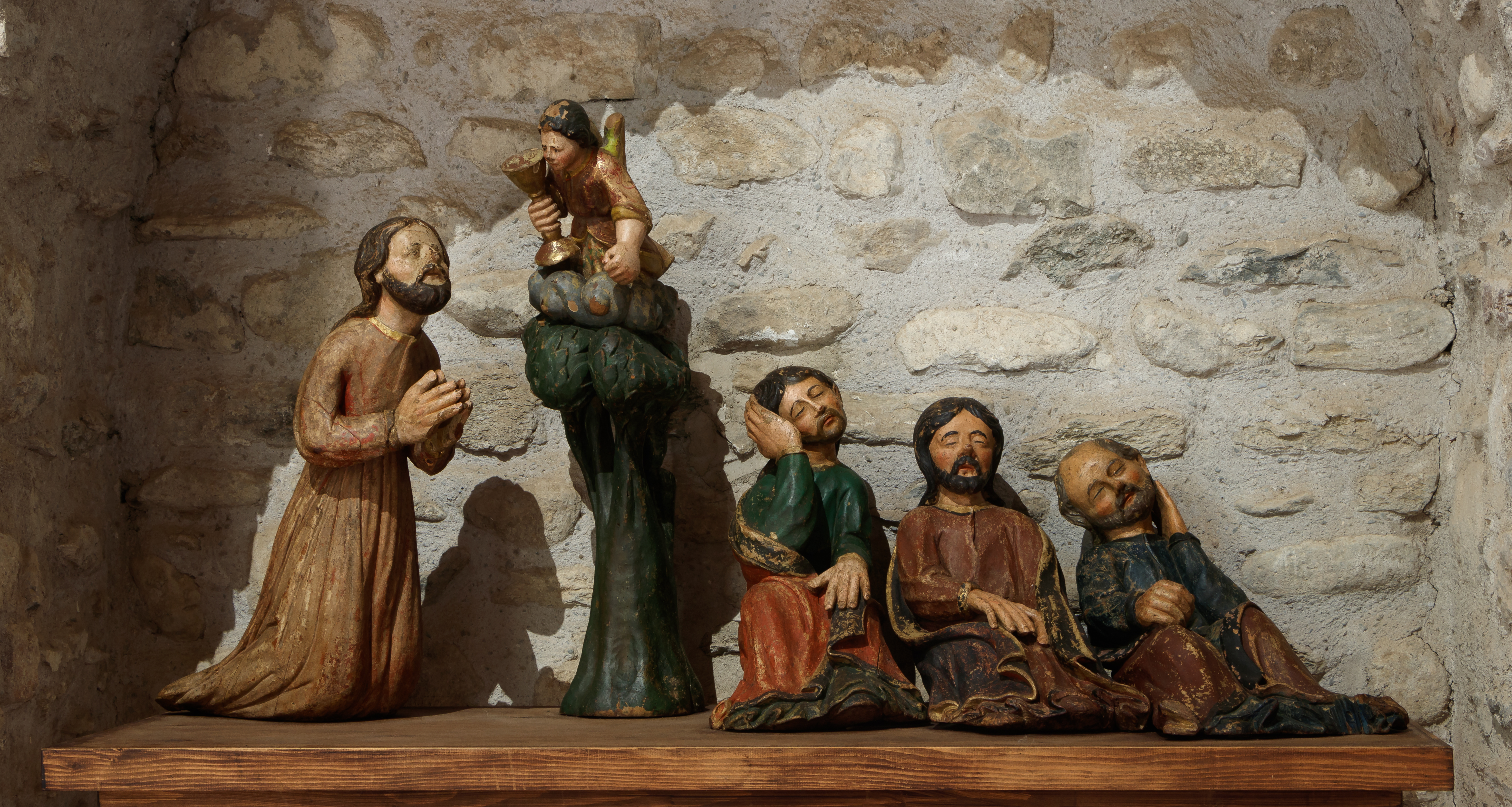
Jésus au mont des Oliviers, figurines du XVe siècle dans l'abbaye, relatant probablement l'agonie de Jésus-Christ au jardin des oliviers.

En 1950, la toiture de la nef centrale, primitivement en simple charpente, est restaurée avec une charpente sur arcs diaphragmes établis à l'emplacement des doubleaux des voûtes projetées au XIVe siècle et vraisemblablement jamais mises en place. Le chœur de l'église principale est orné d'un christ en bois sculpté et de stalles en bois. Quelques éléments de mobilier ont rejoint l'abbaye, un groupe du Christ au jardin des oliviers (XIVe siècle), une Vierge à l'enfant polychrome du XIIIe siècle, quelques statues des XVIIe et XVIIIe siècles.
En 1907, un sculpteur américain, George Grey Barnard, qui a déjà acquis quelques sculptures de Cuxa chez un antiquaire parisien, se rend sur place, et acquiert en une semaine, chez des particuliers de Prades ou des environs, trente-huit chapiteaux, payés par lui 20 $ pièce, en moyenne. Il négocie également l'achat des arcades de l'établissement de bains, qu'il viendra (en vain) pour enlever en 1913. La collection Barnard est à l'origine du musée The Cloisters, créé par l'artiste en 1914, puis revendue au Metropolitan Museum of Art en 1926, grâce à John D. Rockefeller qui fait construire le nouveau bâtiment du Musée des cloîtres de New York en 1938. Dans ce nouveau bâtiment s'inspirant de la forme d'une abbaye, le cloître central est celui de Cuxa, plus exactement un cloître de dimensions réduites par rapport à l'original, intégrant la quarantaine de chapiteaux rapportés par Barnard.
Le sculpteur ne réussit pas, cependant, en 1913, à emporter la série de chapiteaux de l'établissement de bains de Prades, pour la conservation de laquelle la population locale et la presse se sont mobilisées lors de son passage : l'ayant acquise, il en fait don à la France, et ces chapiteaux seront utilisés pour la reconstruction d'une partie du cloître in situ en 1950 (galerie sud), reconstitution poursuivie jusqu'en 1955 par l'architecte Sylvain Stym-Popper grâce à des dons et des acquisitions d'autres sculptures provenant de l'abbaye.
En 1919, Ferdinand Trullès acquiert l'abbaye pour y reloger les cisterciens de Fontfroide qui ont quitté la France à l'époque des lois sur les congrégations. Ils s'installent à Saint-Michel, et sont remplacés en 1965 par les bénédictins de Montserrat.
Depuis les années 1930, l'abbaye fait l'objet de campagnes de restauration par le service des monuments historiques : l'église abbatiale retrouve un toit dès 1950. En 1936, les travaux sont marqués par la présence de l'archéologue catalan Josep Puig i Cadafalch, qui a dû fuir l'Espagne ; la crypte du Pessebre est dégagée. En 1952, sous les constructions du logis du Grand Sacristain, les ruines de l'église de la Trinité sont mises au jour.
Pablo Casals qui a inauguré le Festival Pablo Casals de Prades en 1950, en donnant un concert resté célèbre dans l'église encore dépourvue de toit. Le festival se déplace à l'abbaye à partir de 1957. La crypte de l'abbaye est ouverte au public en 1967.

## Architecture

### L'église abbatiale

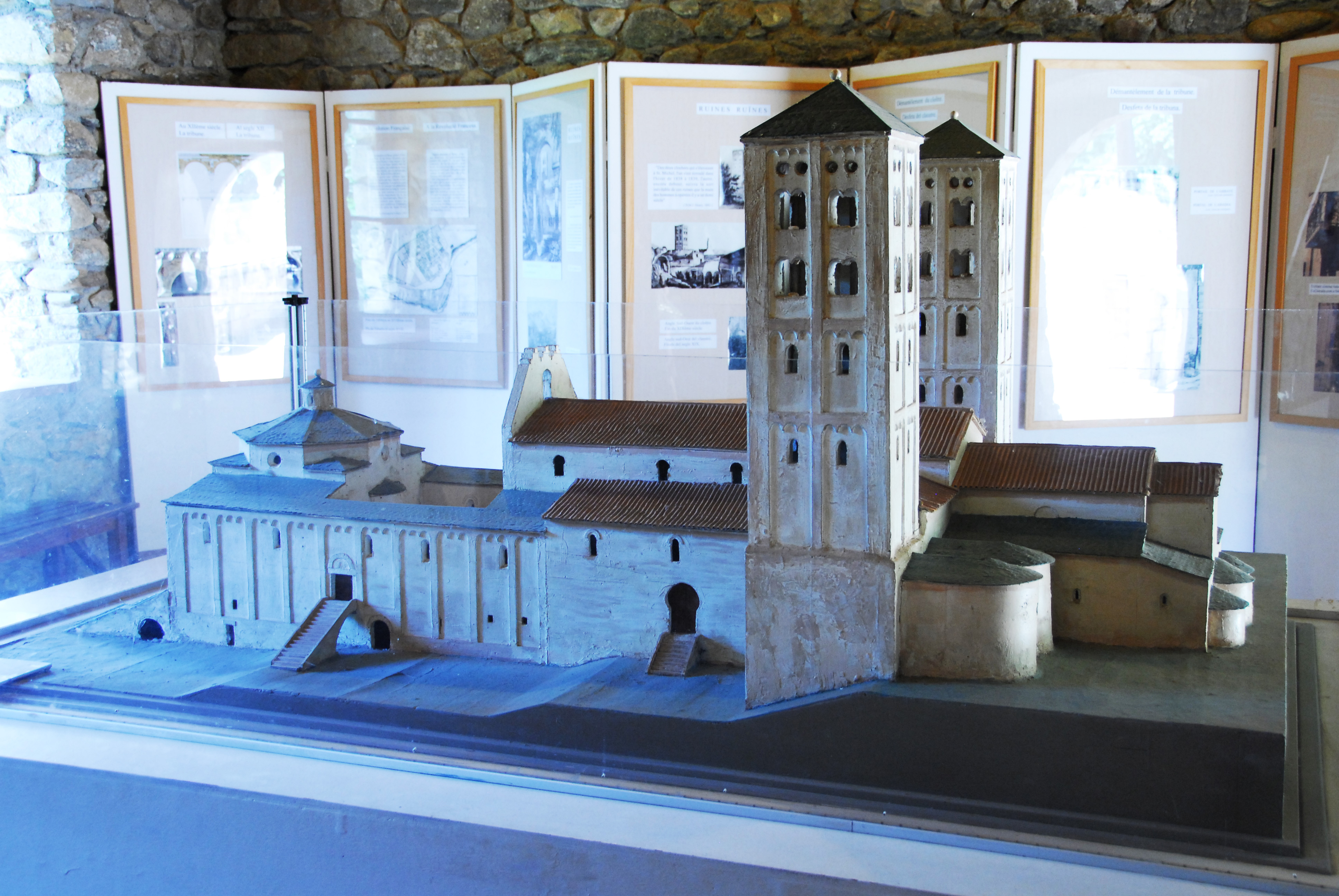
Reconstitution des volumes du XIe siècle.

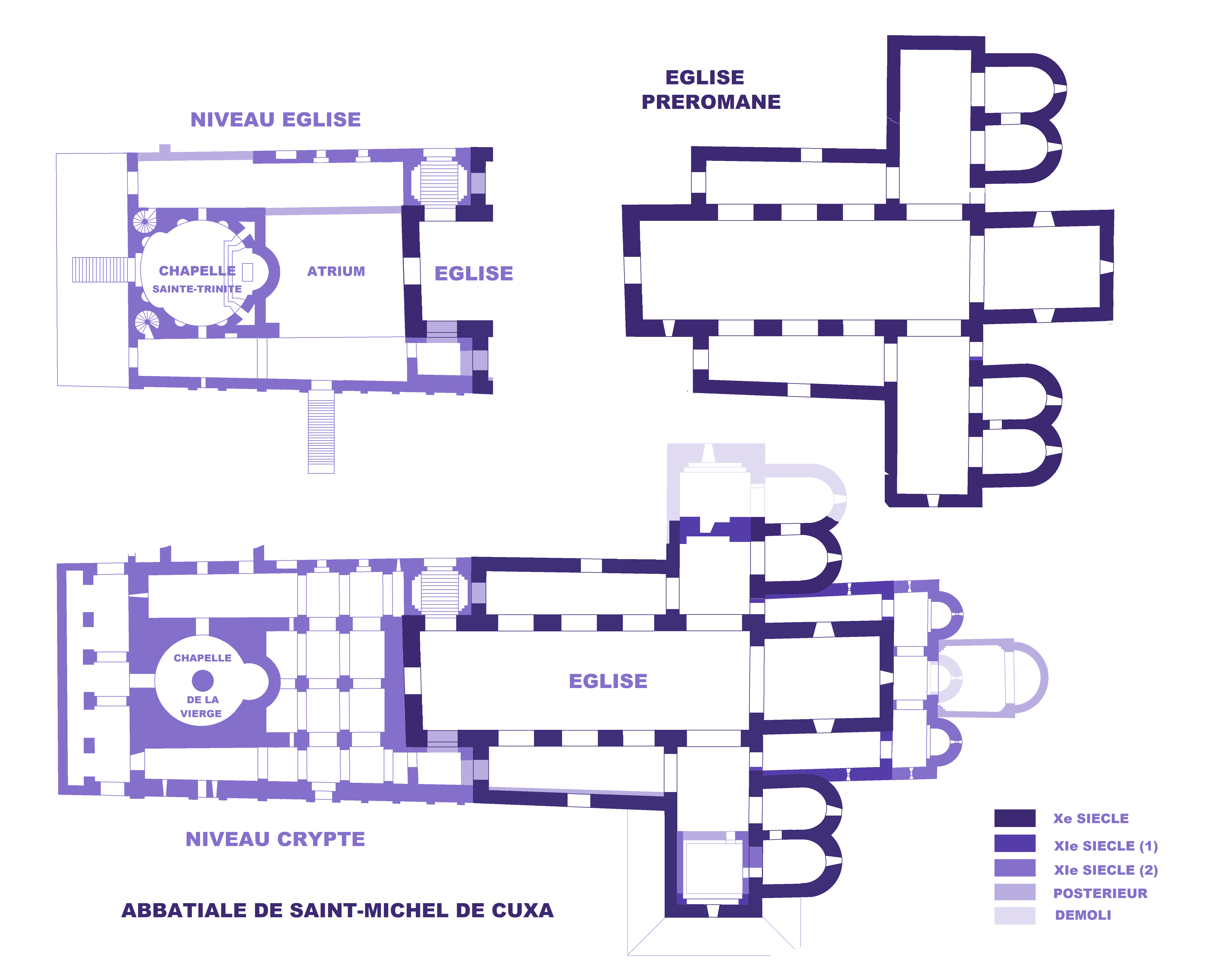
Plans des niveaux et phase préromane.

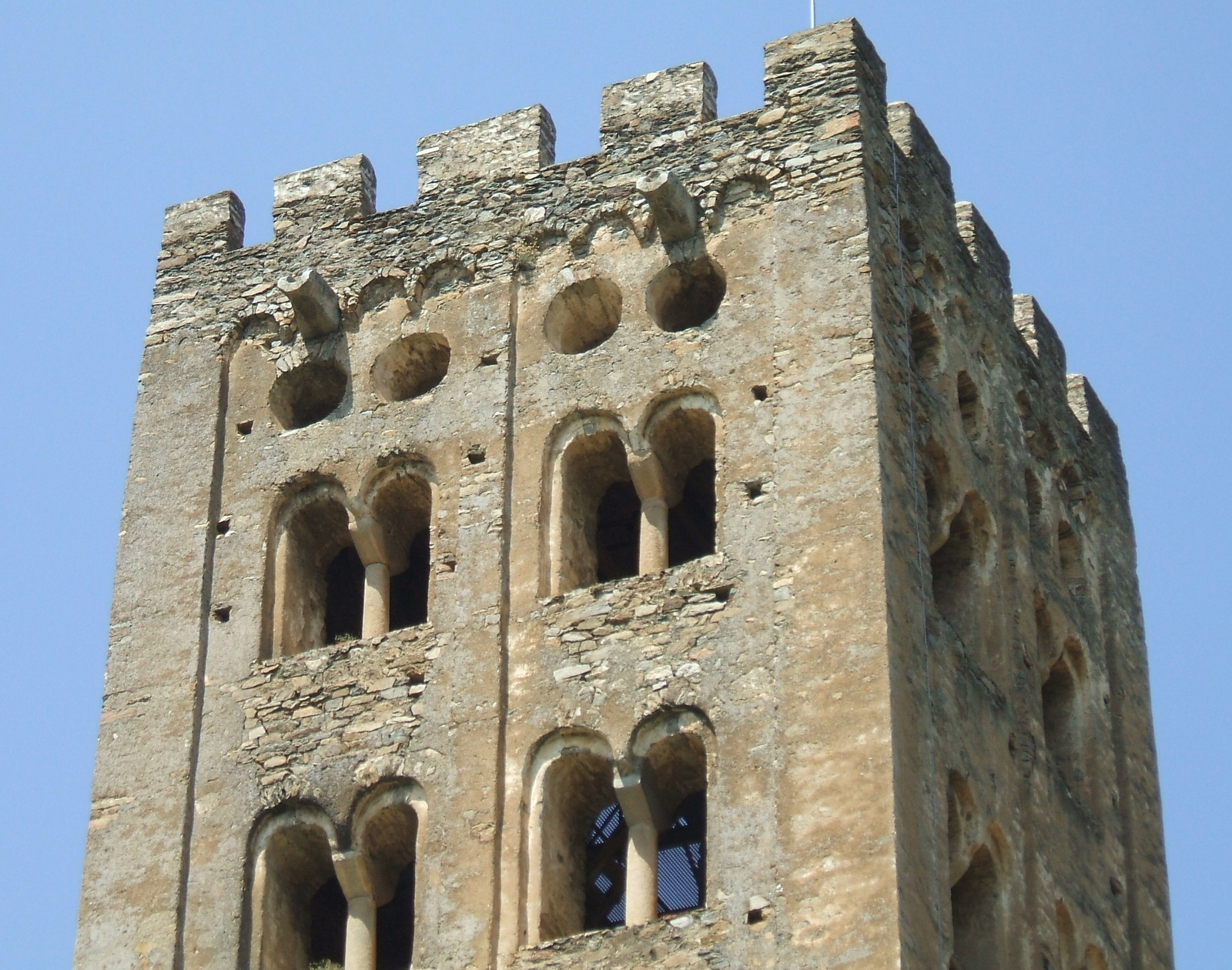
Détail du clocher sud.

Avec l'église abbatiale de Saint-Michel de Cuxa on peut suivre le passage entre l'architecture préromane et le premier art roman méridional grâce à des textes de 956 à 975 et les agrandissements jusqu'au milieu du XIe siècle.

#### L'église préromane
Le plan de l'époque préromane avec des influences carolingiennes et wisigothiques et qui ne cherche pas à ouvrir les espaces les uns sur les autres comporte une nef débordant à l'ouest de ses collatéraux qui communiquent avec elle par des arcades outrepassées percées dans un mur. Le vaisseau central est éclairé en partie haute du côté sud par des fenêtres outrepassées et au-dessus du portail ouest par une grande fenêtre et une petite ouverture au sommet du pignon. Un transept bas très débordant dont les deux croisillons communiquent avec la nef et les collatéraux par de grandes arcades outrepassées est voûté en berceau. De la nef charpentée, on passe dans une abside rectangulaire probablement sur l'ancien sanctuaire qui est aussi couverte en charpente puis voûtée à l'époque gothique par une grande arcade outrepassée et de chaque côté, des portes probablement utilisées pour les processions ont un linteau surmonté d'une haute arcade outrepassée. Sur chaque croisillon deux absidioles demi-circulaires sur une partie droite sont voûtées et communiquent avec le transept par une ouverture outrepassée. 
Les murs de la nef sont maçonnés en parties basses en grand appareil très irrégulier probablement de récupération qui donne une idée fondamentale de l'architecture romane alors que les claveaux des ouvertures outrepassées en fer à cheval sont montés en tas de charge.

#### Le premier art roman méridional
Les constructions du début du XIe siècle présentent les caractéristiques du premier art roman méridional avec un appareil de maçonnerie plus régulier avec des pierres éclatées formant des assises, des structures voûtées plus fréquentes que les charpentes, la disparition des arcades outrepassées au profit du plein-cintre et des ouvertures à double ébrasement.

##### L'église
L'abbé Oliba (1008-1046) à une époque où de plus en plus de religieux sont prêtres et ont besoin d'autels pour dire leurs messes construit entre le chœur et les absidioles deux chapelles rectangulaires voûtées en berceaux sur arcs doubleaux puis crée à l'est une circulation et trois nouvelles absidioles. En 1040, pour la consécration d'un nouvel autel, un baldaquin avec des colonnes de marbre et des sculptures en bois est mis en place.

##### Le clocher
C'est aussi à l'abbé Oliba avant 1046 que l'on doit attribuer la construction des deux clochers jumeaux, de style lombard, élevés aux extrémités des bras du transept. Le clocher nord, qui portait les cloches et l'horloge, s'est écroulé pendant l'hiver 1838-1839, abattu par une tempête. Dans sa chute il entraîna l'extrémité nord du transept sur laquelle il était bâti.
Il ne subsiste plus aujourd'hui que le clocher méridional. Il s'agit d'une tour haute de 33 mètres, décorée de bandes lombardes ; ses quatre étages sont percés de baies jumelées surmontées d'oculi. Des lesènes ou bandes saillantes verticales d'un seul jet sur trois étages soulignent l'élan vertical de cet endroit. La tour est couronnée par un crénelage, qui n'est pas d'origine. On lui rapporte un contrefort à la base vers le XVe siècle pour contrebalancer son inclinaison, qui aurait pu causer son effondrement.

##### Le massif occidental
À l'ouest de l'église et profitant de la déclivité du terrain, l'abbé Oliba qui est aussi abbé du monastère de Ripoll, lieu de grande culture avec un scriptorium où l'on traduit de l'arabe des textes grecs et romains construit un ensemble complexe d'une grande valeur symbolique. Deux églises superposées sont reliées à l'abbatiale préromane Saint-Michel. Au niveau inférieur, une crypte qui donne sa signification à l'ensemble est dédiée à la Vierge encadrée et protégée par deux espaces pour les archanges Gabriel et Raphaël symboles de l'annonciation de l'enfant et de la gloire virginale. Un espace transversal à l'est voûté en berceaux soutient l'atrium. Comme la grotte de la Nativité, l'église de la Vierge est souterraine. De forme circulaire dans un carré sa voûte annulaire est soutenue par un important pilier central. Seule une petite absidiole pour l'autel fait saillie.
Au-dessus, l'oratoire de la Sainte-Trinité unit le Père et le Fils après avoir célébré la Mère et se superpose exactement sur le plan de la crypte. Son plan complexe est connu par des restes de murs déblayés en 1952. Alignés sur un même axe est-ouest, deux cercles et un ovale de dimensions différentes se recoupent. L'espace principal de la chapelle est d'un diamètre de 9.50 m avec à l'est une abside demi-circulaire de 3.70 m et à l'ouest un ovale de 6,00 m. Dans les angles est sont ménagés deux espaces et à l'ouest deux escaliers en colimaçon. Le mur de la chapelle centrale est creusé de six niches elliptiques.
Sur le plan de 1779, on trouve sur ce niveau supérieur des constructions importantes avec au nord des chambres, à l'ouest, un salon, d'autres chambres, un cabinet, une alcôve et le parterre de la sacristie correspondant à l'atrium d'aujourd'hui. Les liaisons anciennes avec l'église se faisaient par deux couloirs nord et sud bordant l'atrium et on peut voir les arrachements dans les murs sud et ouest de la nef et du collatéral sud de l'abbatiale.

#### La symbolique
L'ensemble des deux églises superposées est un programme architectural cohérent qui reflète une pensée théologique fermement établie et dans cette architecture romane il y a une pensée qui va bien au-delà de la simple adéquation entre la forme et la fonction. Par chance on possède un texte de 1043-1046 et un manuscrit des années 1100 provenant de Cuxa qui nous  éclairent sur les motivations de cette construction. C'est d'abord la rencontre entre un commanditaire qui veut dire quelque chose et un architecte qui va la traduire dans une réalité matérielle. Si la crypte traduit des spéculations théologiques sur le mystère de L'Incarnation du fils de Dieu, la chapelle du haut représente l'église du Ciel. Elle est construite comme le trône de la grâce pour représenter la Trinité. On peut y voir dans une mandorle une représentation de la Majesté de Dieu qui est assise, qui tient un crucifix pour le représenter à la vénération des fidèles avec l'Esprit Saint représenté sous la forme d'une colonne. Deux feuilles du manuscrit nous montrent une représentation qui peut correspondre au plan complexe de l'église supérieure avec dans une mandorle les bras de la croix qui peuvent être représentés par les trois portes et la tête par l'autel.
À Cuxa au XIe siècle, il n'est pas question de sculpture et la pensée symbolique préfère encore s'exprimer à travers l'architecture ce qui implique la pluralité et la diversité des édifices,,,.

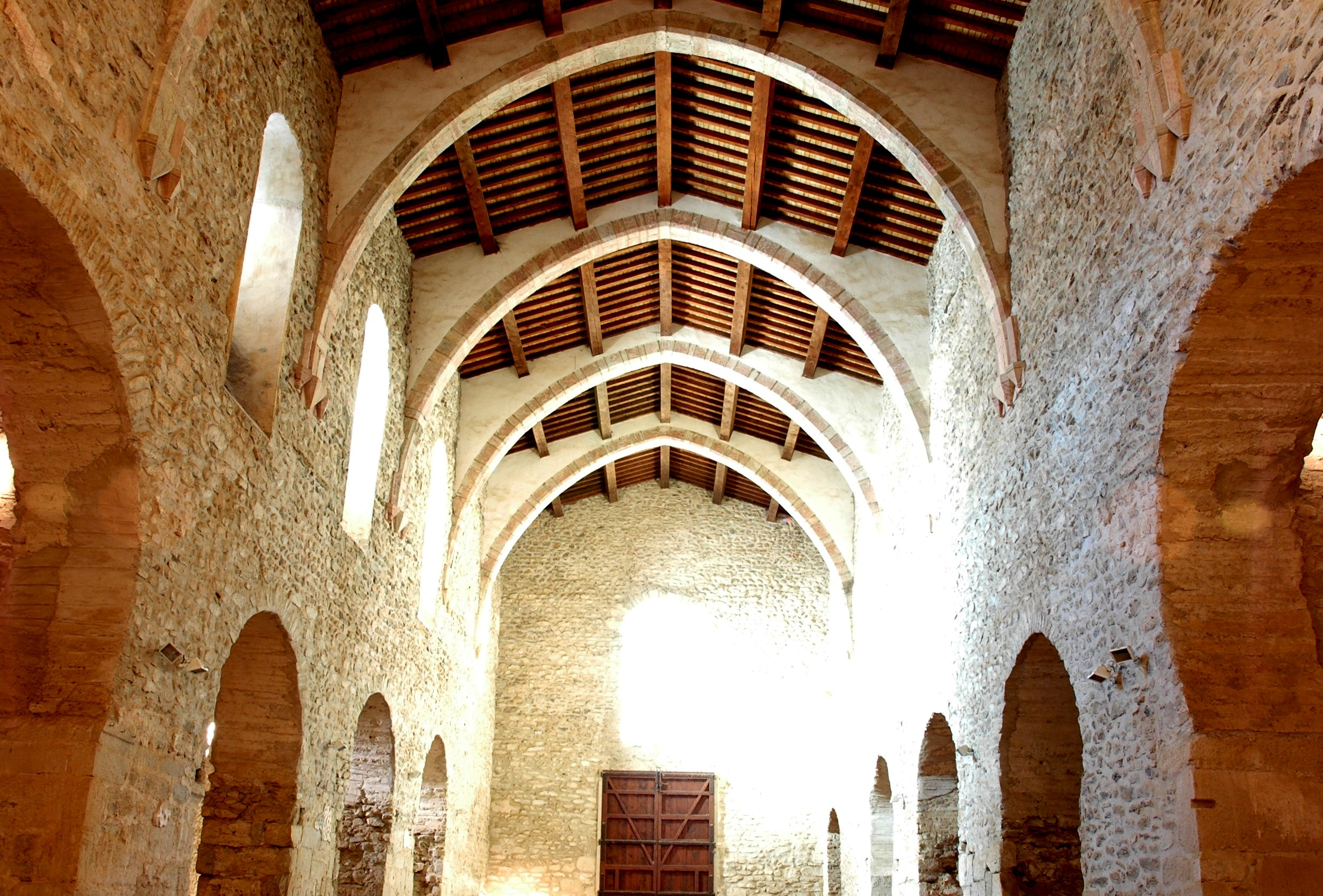
Nef de l'église.
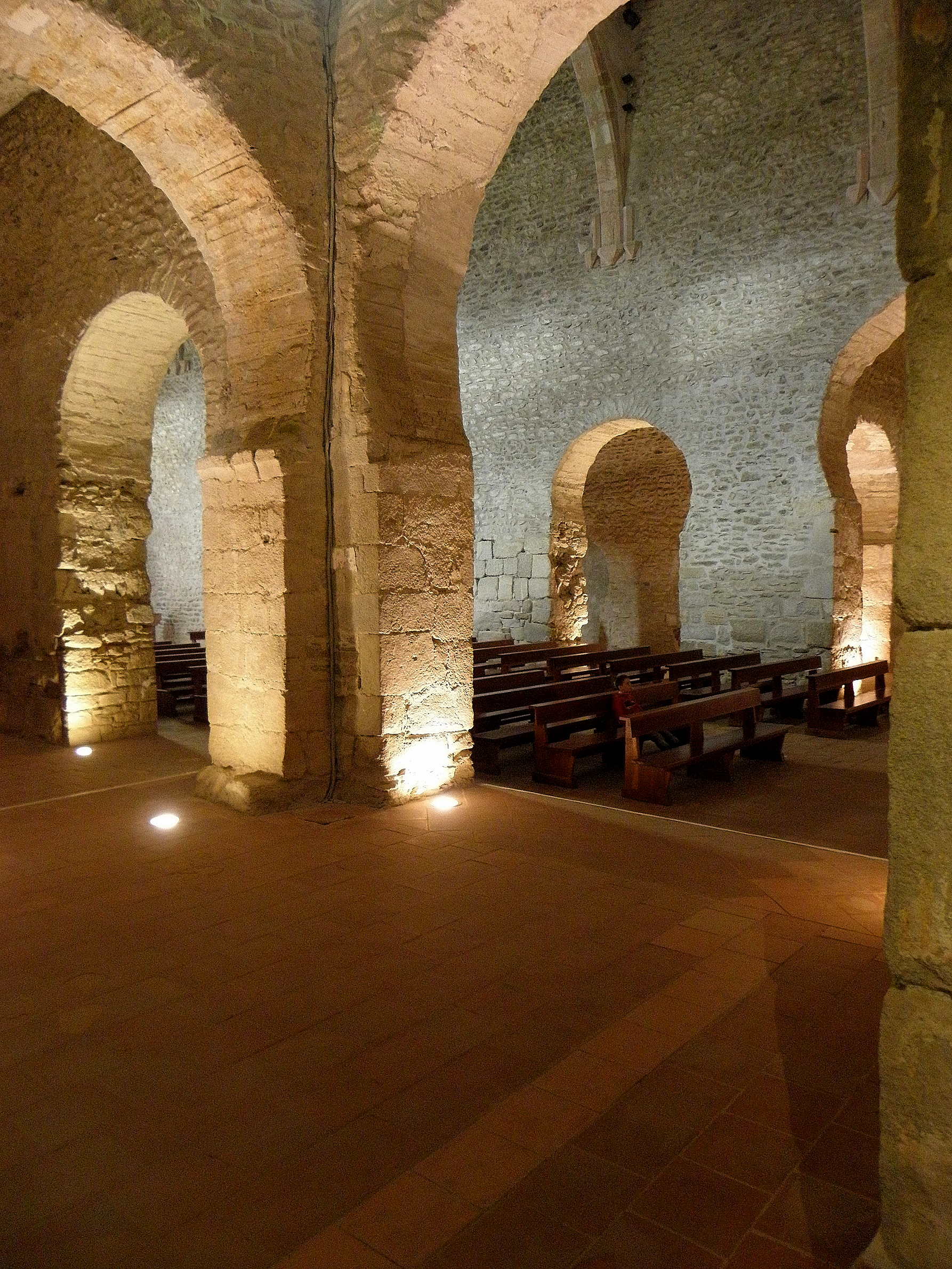
Angle nef-transept sud.
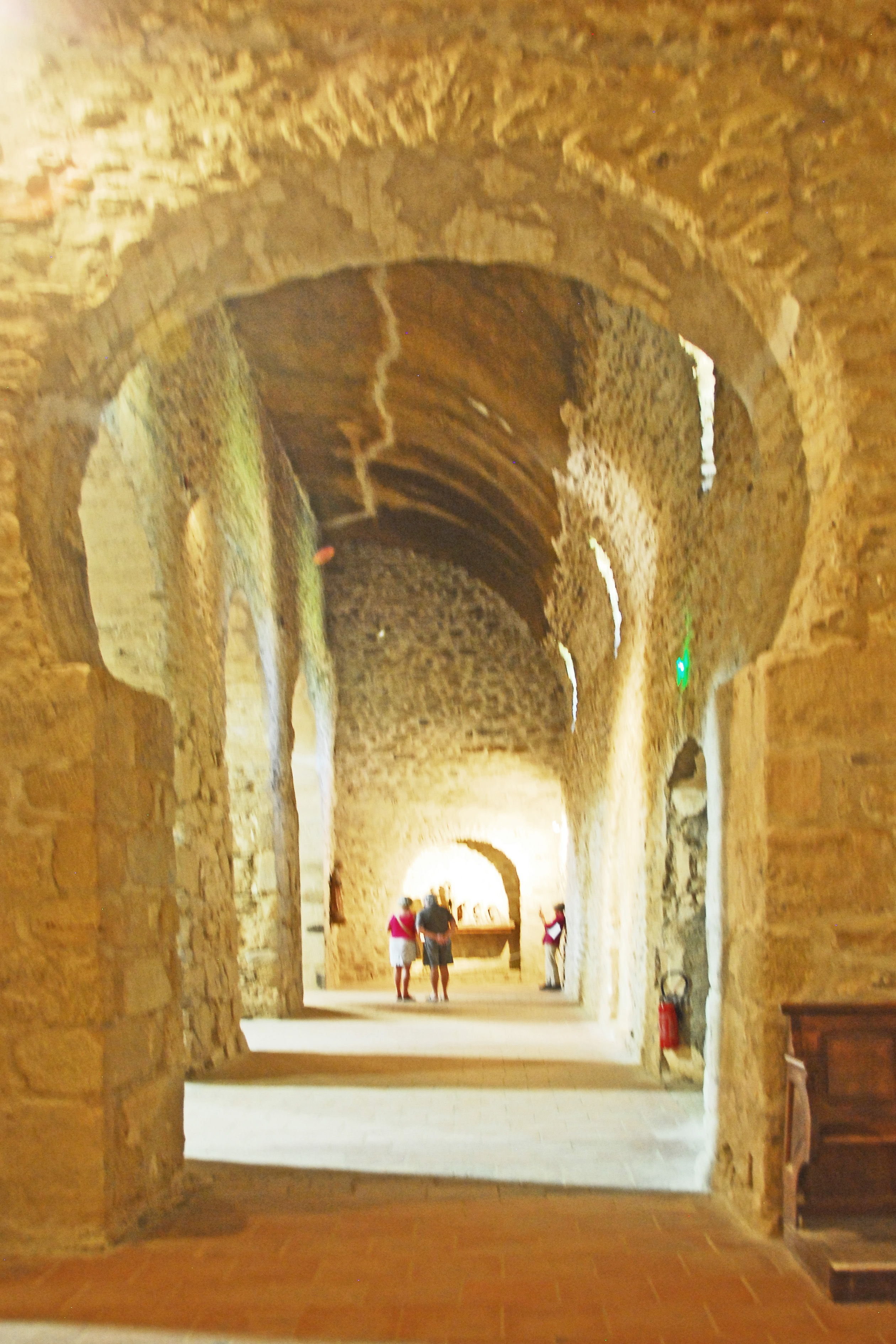
Collatéral sud.
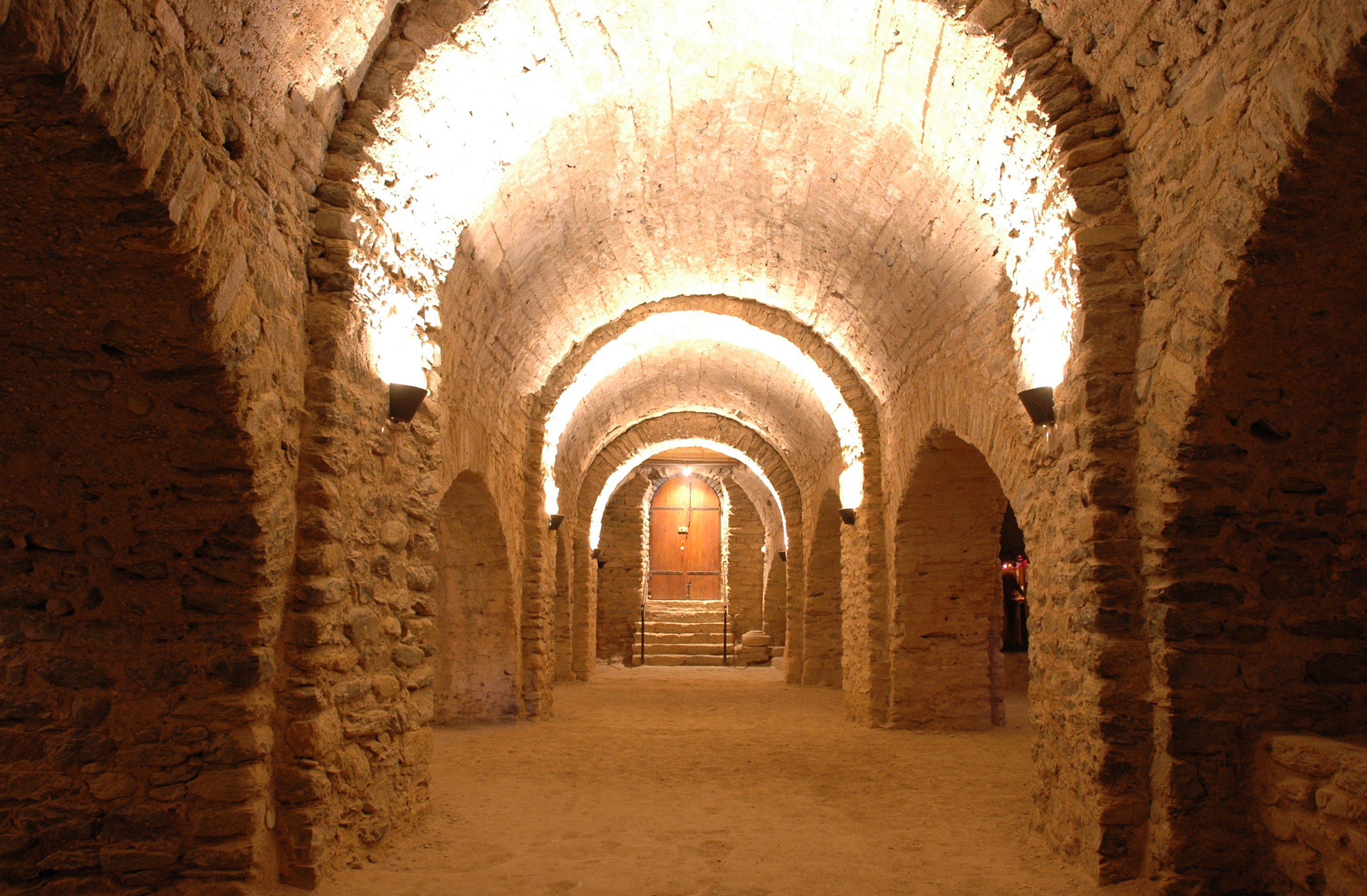
Passage est de la crypte.
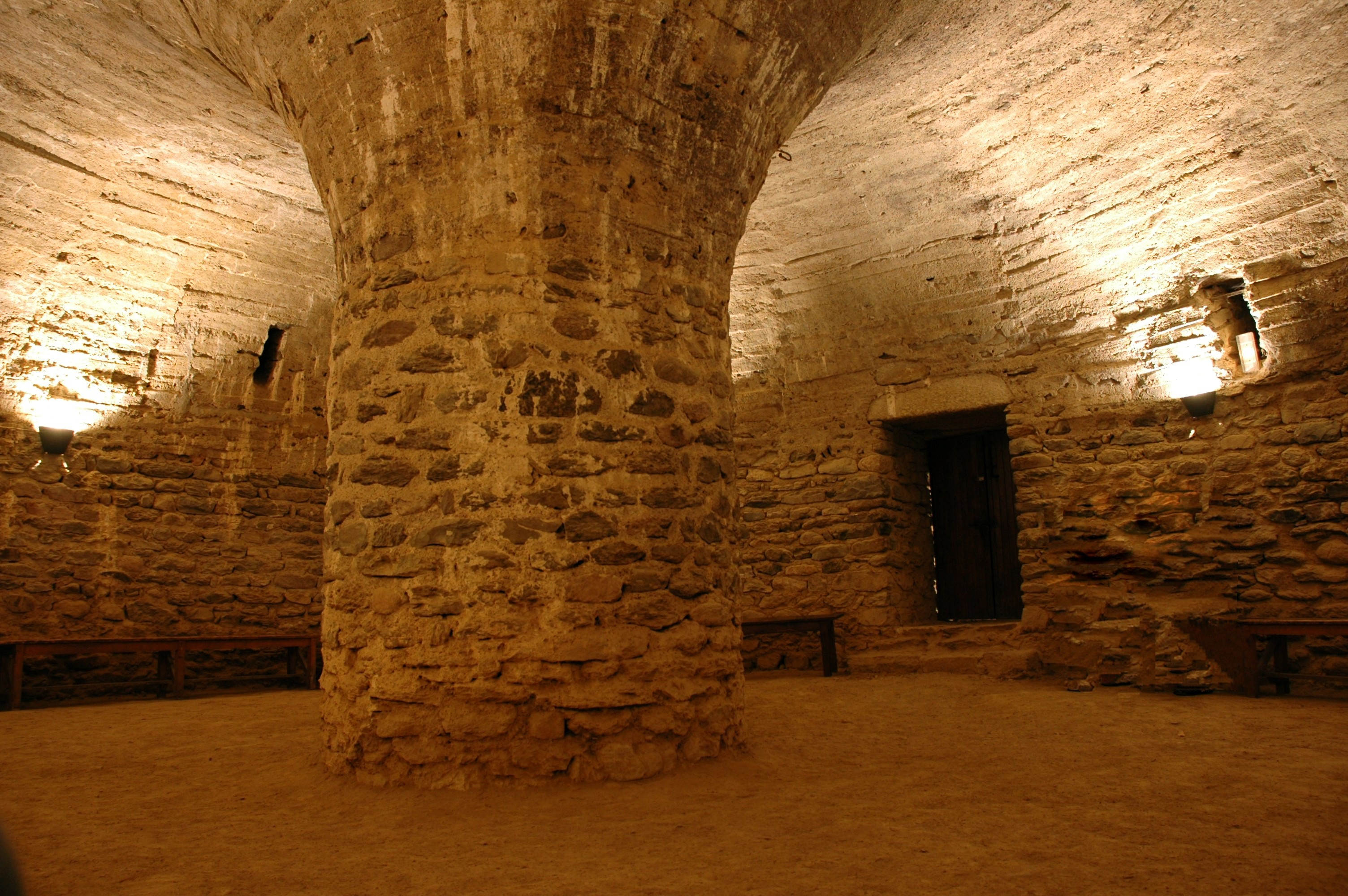
Chapelle de la Vierge.

### Le cloître

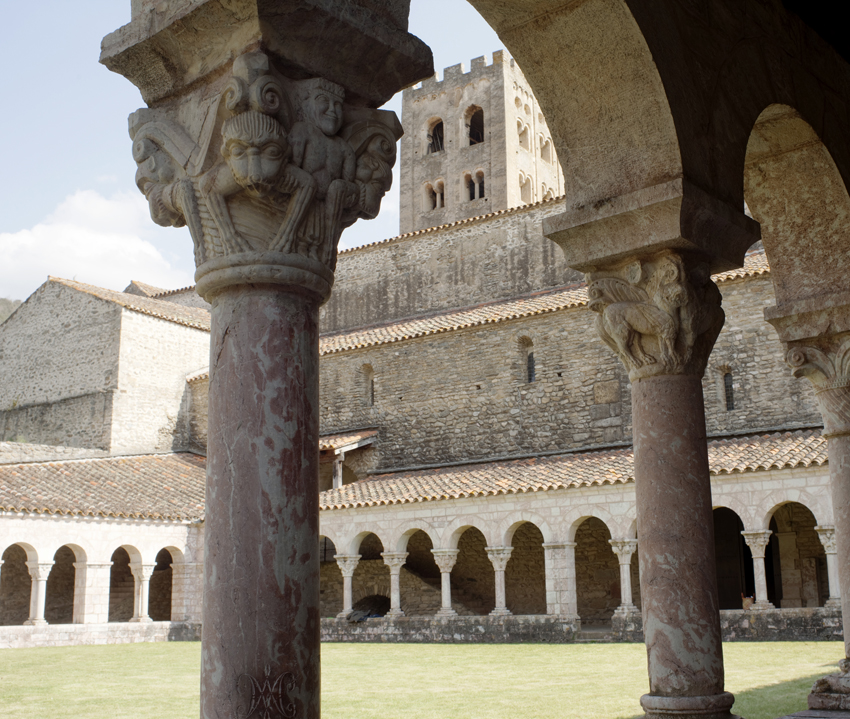
Le cloître.

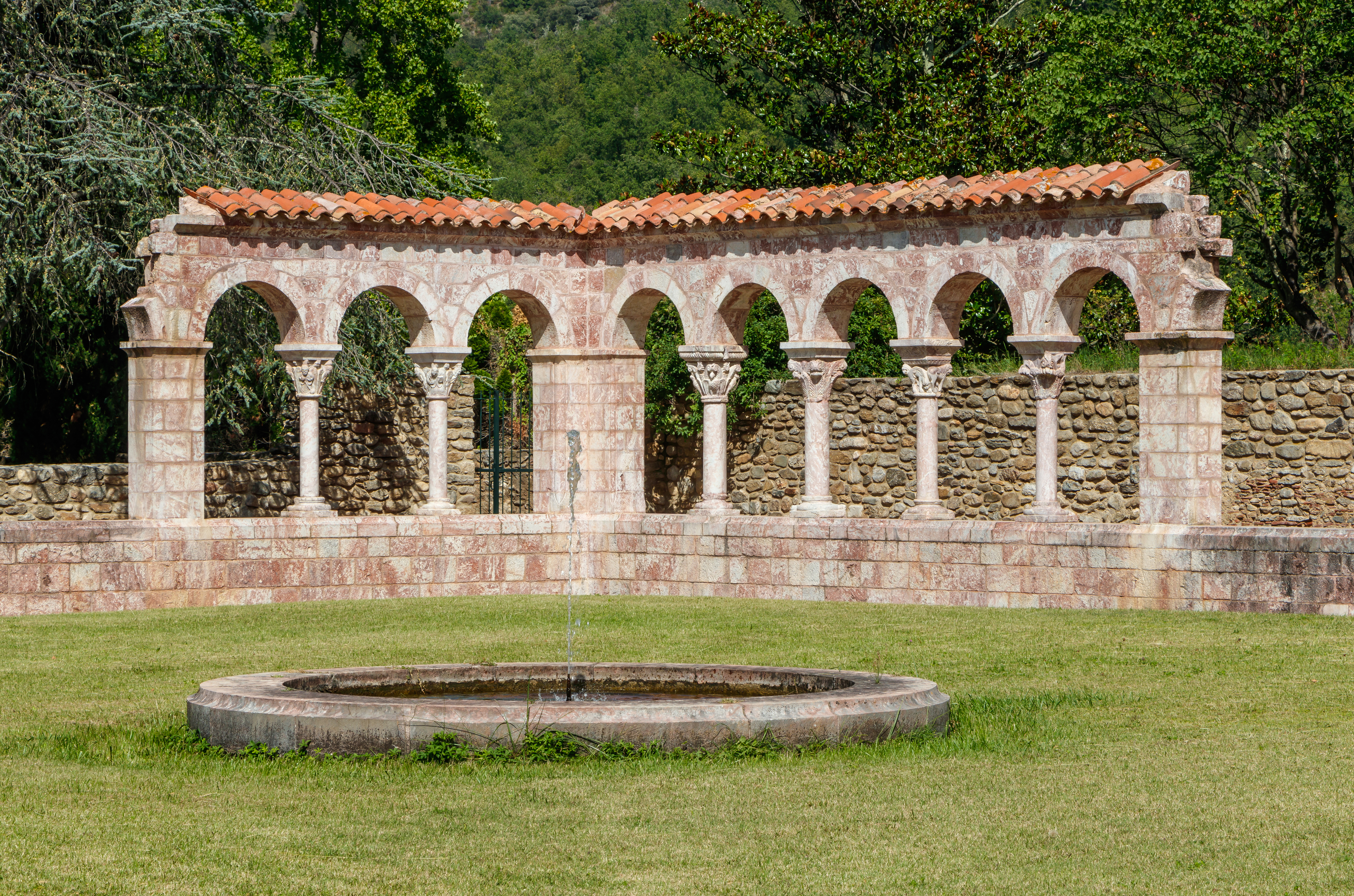
Autre partie du cloître de l'abbaye.

La construction d'un grand cloître roman qui constitue l'acte de naissance de la sculpture roussillonnaise du XIIe siècle peut être attribué à Grégoire, abbé de Saint-Michel de Cuxa pendant vingt ans, élu archevêque de Tarragone en 1137 et mort en 1146. Il aurait édifié ce cloître de marbre entre 1130 et 1140. 
Avant la Révolution, sur un plan de 1779, il est encore intact. C'est un quadrilatère irrégulier qui s'appuie sur les bâtiments existants et en particulier le collatéral et le croisillon nord de l'abbatiale. Les galeries sont soutenues par 63 colonnes. Des piliers et des colonnes géminées renforcent la stabilité de la structure. Après la Révolution son abandon entraîne sa ruine. En 1841 il ne reste en place que 37 chapiteaux et la grande vasque centrale en marbre rose de Villefranche. Elle est aujourd'hui dans une propriété privée à Èze-sur-Mer (Alpes-Maritimes). Une autre vasque présumée venir de Cuxa est exposée, salle 204, au Museum of Art de Philadelphie.
À partir de 1914, une  partie du cloître de Cuxa est présentée avec ceux de Saint-Guilhem-le-Désert, de Bonnefont et de Trie à New-York, dans le musée privé que G. G. Barnard a appelé The Cloisters. En 1926, ses collections sont acquises grâce à J. Rockefeller par le Metropolitan Museum of Art, et Rockefeller fait également construire de nouveaux bâtiments pour le musée à Fort Tryon Park, dans le nord de Manhattan. Le musée, inauguré en 1938, a la forme d'une abbaye, dont le cloître de Cuxa occupe le centre. 
De 1950 à 1955, pour présenter les chapiteaux récupérés sur le site, en France et dans les environs, à Prades ou chez différents particuliers où ils avaient été vendus, le cloître est reconstruit suivant le plan de 1779. Les galeries sud et est sont couvertes d'une charpente de bois, la galerie sud est la seule à avoir été complètement reconstituée, les autres ne l'ont été qu'en partie. Avec la galerie occidentale et l'amorce de la galerie orientale, c'est près de la moitié du cloître. La galerie sud, reconstruite à partir des éléments transportés en 1835 à l'établissement de bains, a toutes ses pierres, y compris les arcades et le mur-bahut, qui proviennent de la construction originale. Pour les autres, si les chapiteaux et les colonnes sont authentiques, les linteaux et les arcs ont été taillés au fur et à mesure des restaurations,.

## La statuaire romane

### Les chapiteaux du cloître
L'ensemble des chapiteaux représentent deux grands types. Le premier a des dimensions toujours semblables et relativement importantes avec des thèmes qui se limitent aux végétaux et aux animaux avec des motifs reproduits avec seulement quelques variantes. Dans la galerie sud, tous les chapiteaux sont taillés dans des blocs de marbre rose de Villefranche de 43-44 cm de côté avec de larges tailloirs carrés. Sur des structures dérivées du corinthien s'adaptent des motifs du règne végétal ou animal. Dans les angles, les feuilles abritent parfois des aigles qui étendent leurs ailes sur toute la corbeille. Les monstres sont trapus avec des têtes disproportionnées et le lion est la principale source animalière. Ils forment des frises, s'affrontent, de profil ou de face avec des têtes monstrueuse. Ce type de sculpture d'une incontestable unité semble être l'œuvre d'un seul artiste plein de vigueur et de clarté. Les chapiteaux géminés avec des lions, des aigles et un masque humain qui ont retrouvé leur emplacement d'origine sont du même sculpteur.
Les autres chapiteaux sont plus divers bien qu'appartenant certainement au cloître. Certains sont plus brutaux, des tailloirs sont décorés, sans décor, à simples rangées de grandes feuilles. Une pièce superbe associe des monstres menaçants à d'autres figures, un personnage nu ressemble au singe voisin, des lions sont associés à des personnages.
Deux chapiteaux de cette même série mais plus petits sont historiés. Le premier a quatre personnages aux angles et trois sur les faces. Le Christ béni de la main avec près de lui saint Pierre avec ses clés et un livre, les deux autres angles étant occupés par des anges. Sur le deuxième chapiteau qui n'est pas du même artiste, le Christ n'est plus entouré que par deux anges.

Chapiteaux
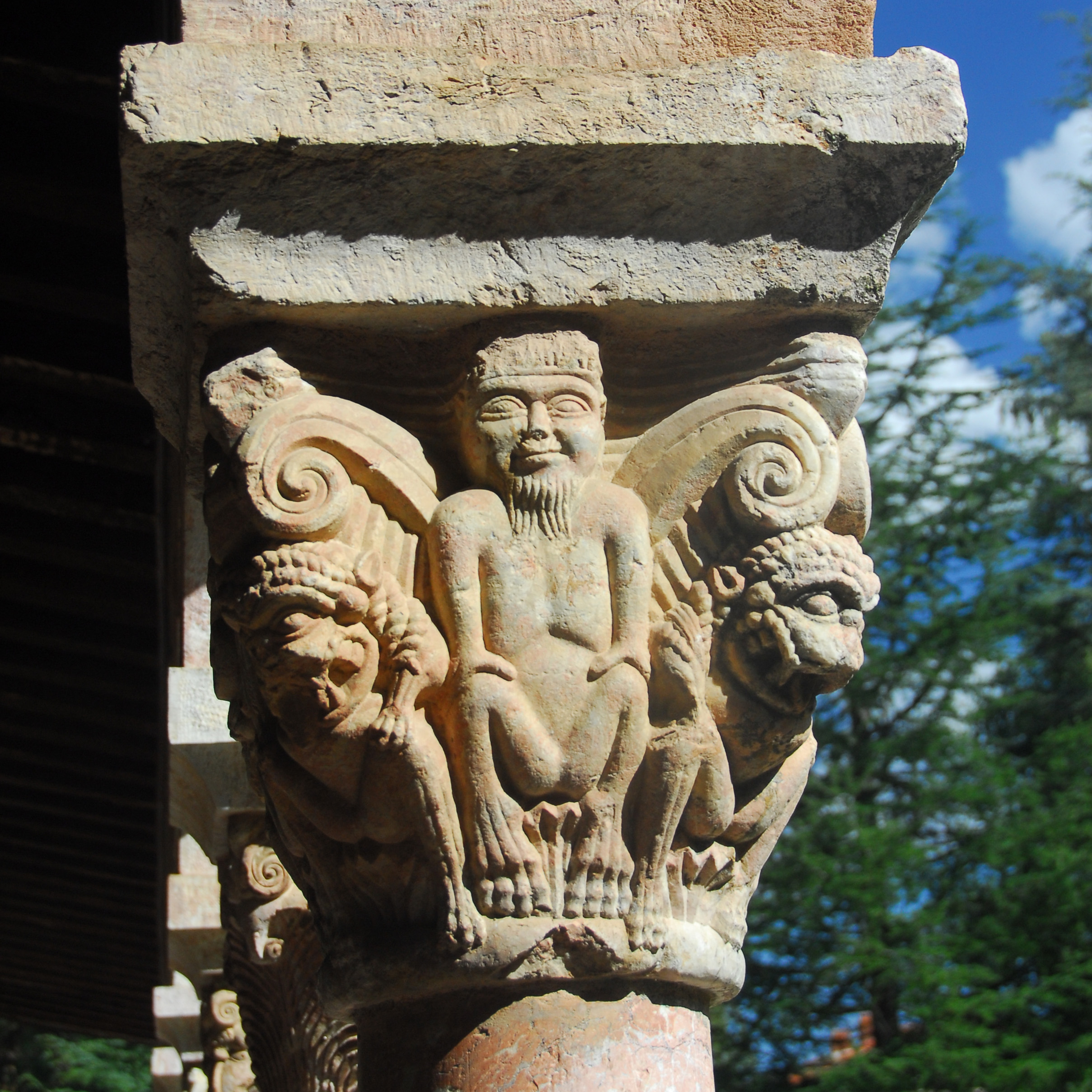
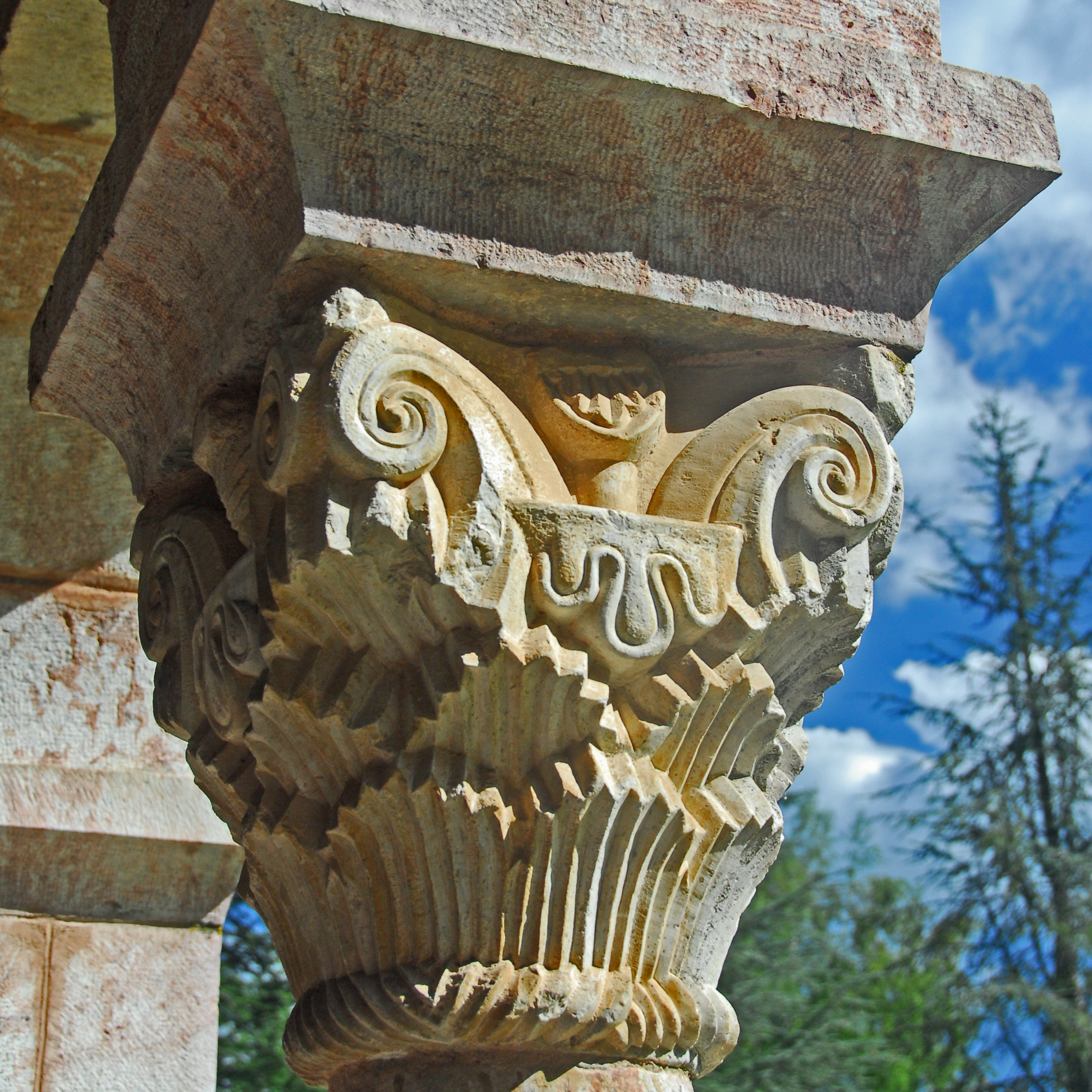
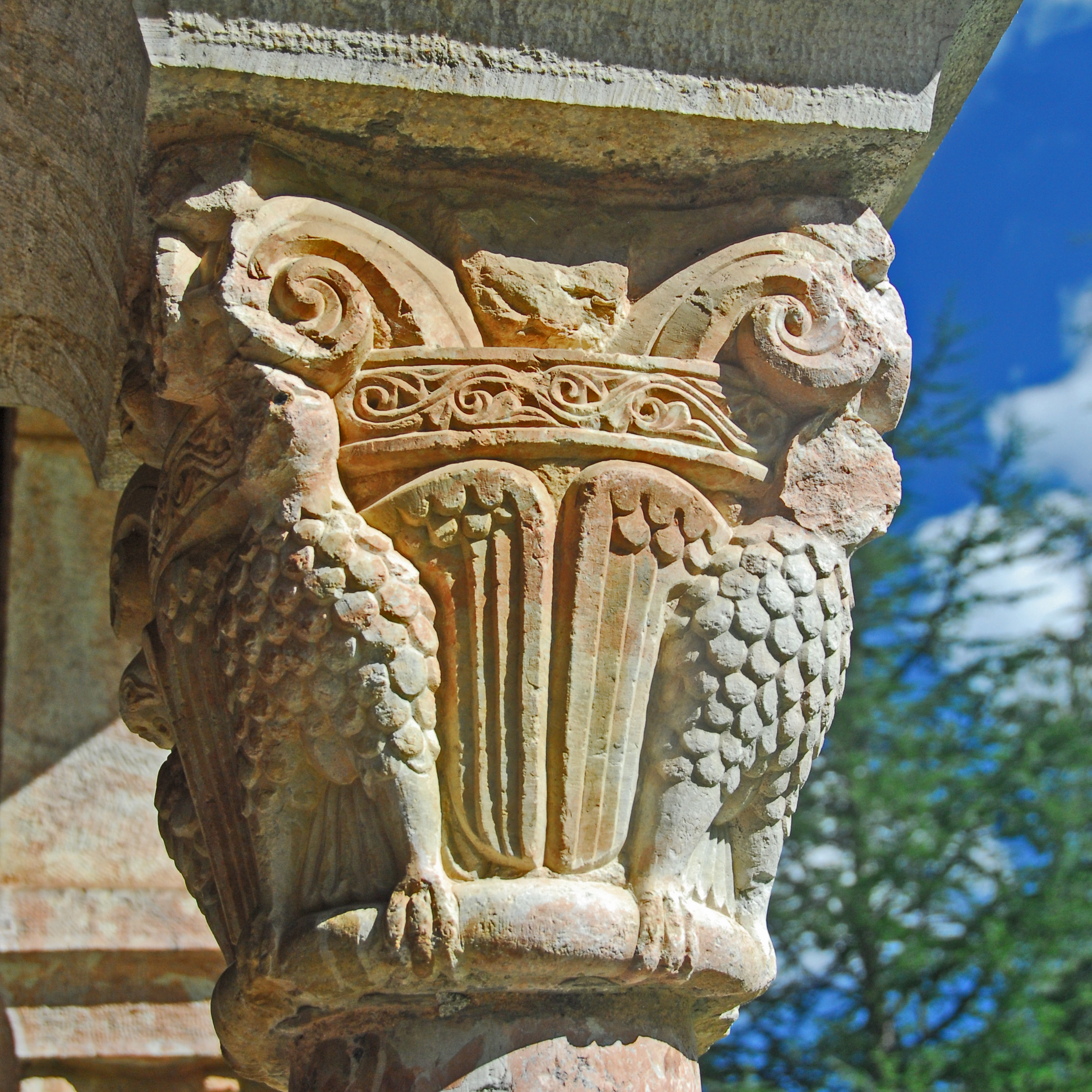
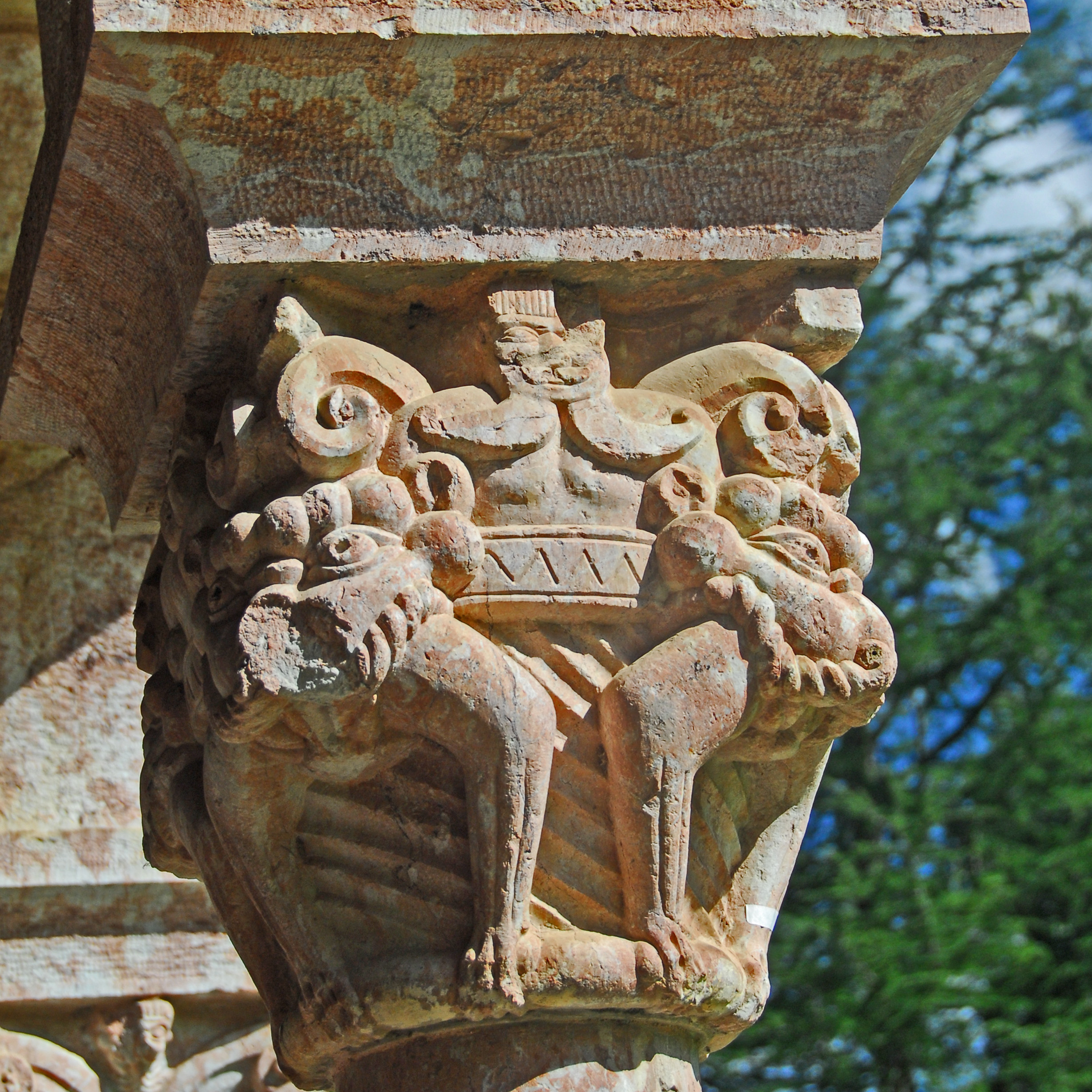
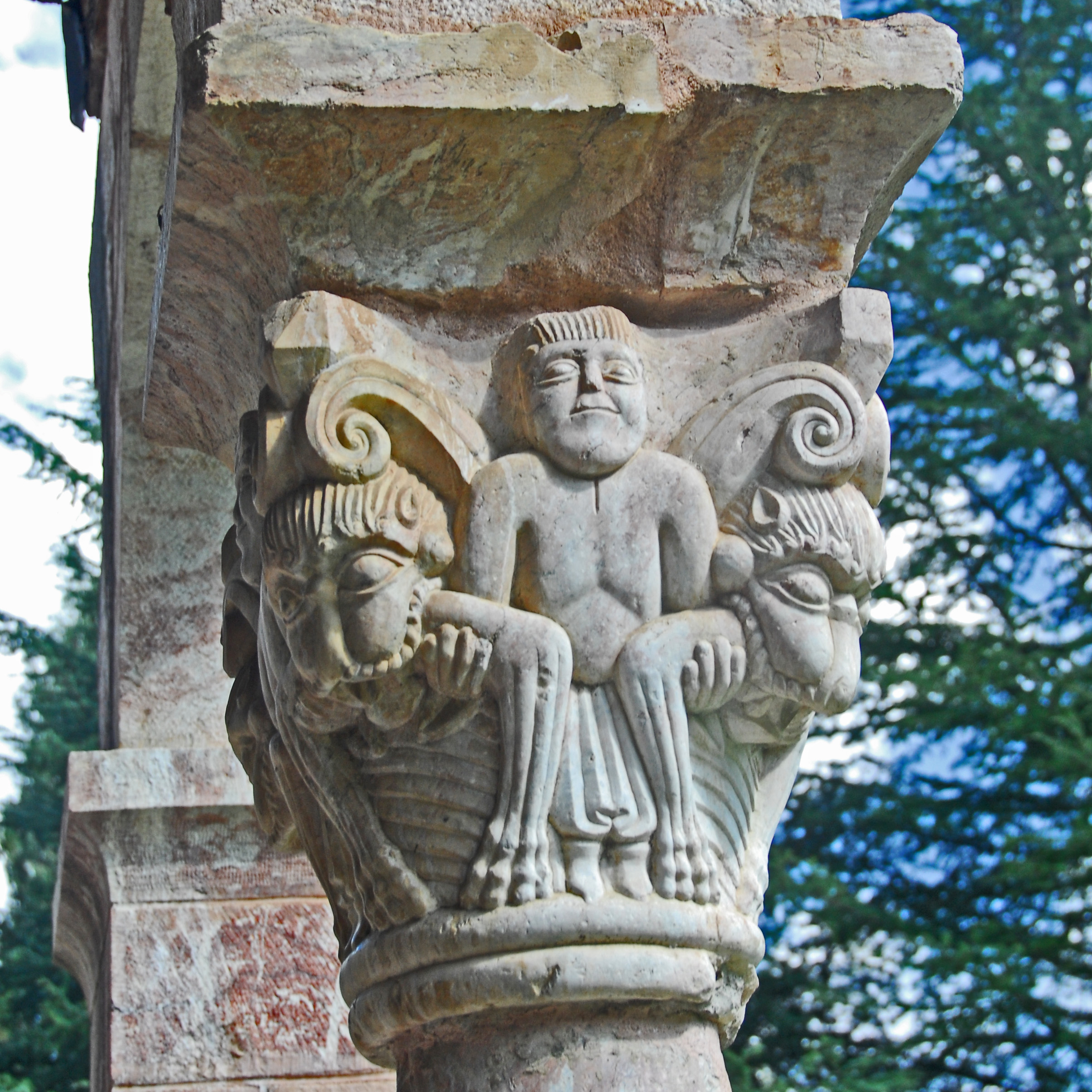

### La tribune romane

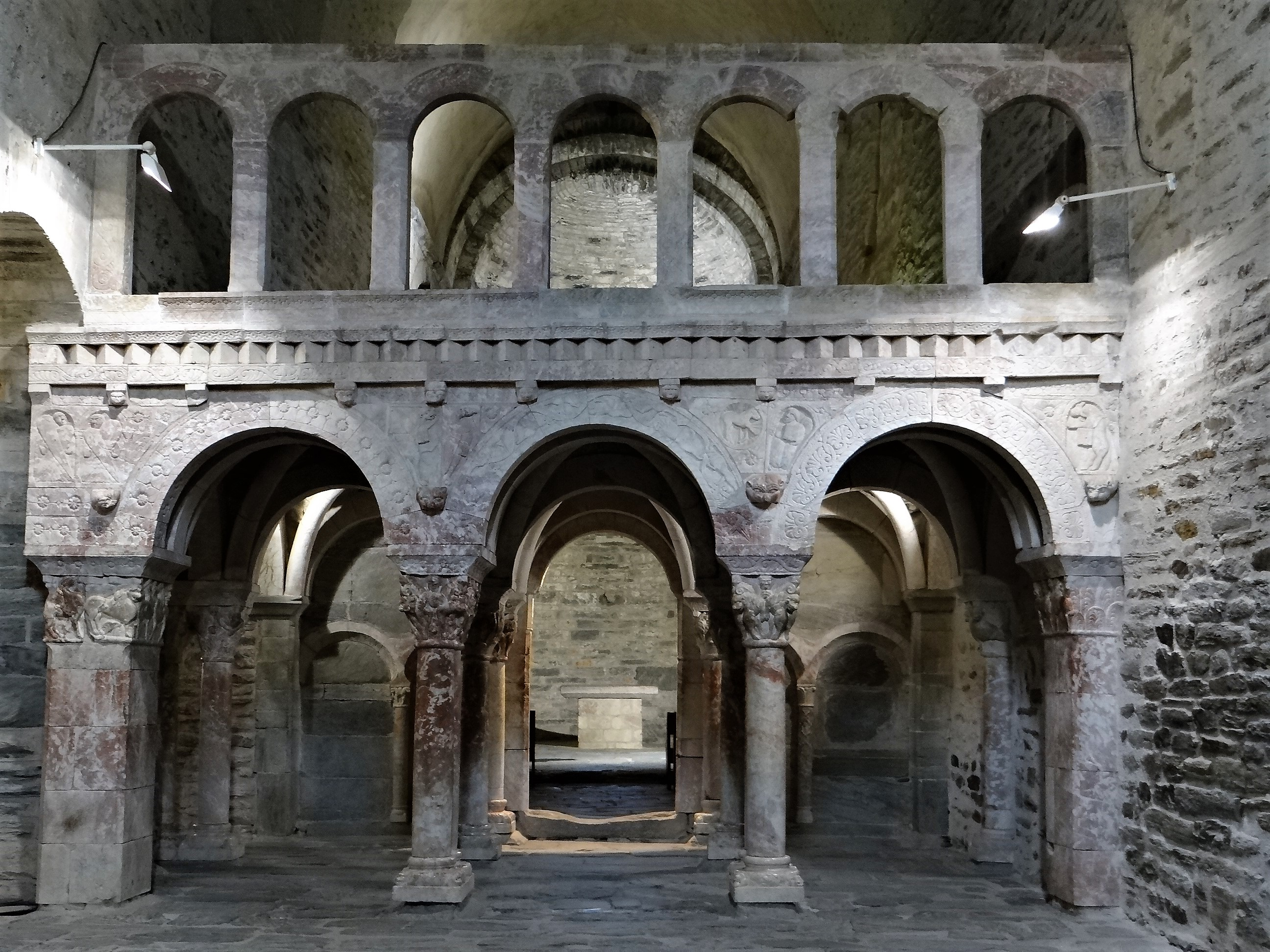
La tribune de Serrabone telle que restituée sur le jubé en 2014.

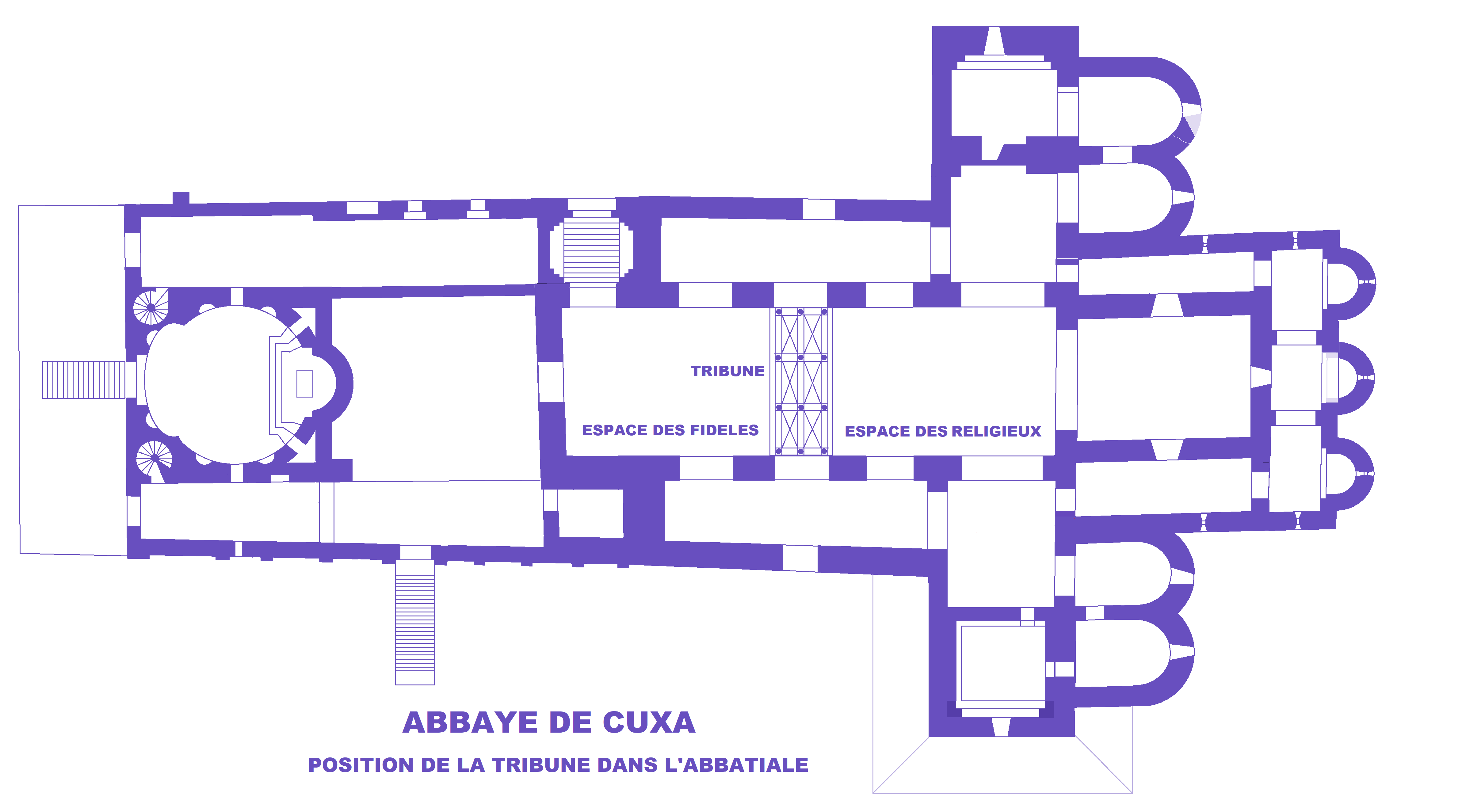
Position de la tribune dans l'abbatiale.

La tribune-jubé de Cuxa démolie au XVIe siècle est avec celle de Serrabone un des rares exemples de clôtures de chœur romanes séparant l'espace des religieux de celui des fidèles. Si la tribune de Serrabone dont Cuxa semble être un modèle très proche par sa structure, son iconographie et son style mais plus importante est visible après restauration, remontage et complément dans le prieuré, il ne reste que des fragments de celles de Cuxa réutilisés sur place, dispersés dans les environs ou vendus aux États-Unis. L'ensemble de ses 170 éléments en partie rassemblés peuvent permettre une anastylose ou tentative de reconstitution en trois dimensions.
La façade de marbre rose entièrement sculptée est tournée vers les fidèles au milieu de la nef, sa plateforme a une surface d'environ cinquante mètres carrés et on peut la datée du milieu du XIIe siècle mais postérieure à 1139 grâce au portrait de Grégoire, abbé de Cuxa. Des colonnes avec douze chapiteaux et des arcades supportent un ensemble de voûtes d'arêtes sur arcs doubleaux reposant sur des tailloirs puis des corniches et des balustrades. Le répertoire sculpté est centré sur le Christ avec le thème principal de l’Agnus Dei ; sur les arcades et les chapiteaux, le décor est très riche avec des sculptures de végétaux, des fleurs à quatre pétales, des palmettes à rinceaux et volutes, des animaux, lions, oiseaux, parfois fantastiques, des griffons et lions ailés, symboliques comme les symboles des évangélistes, Matthieu, Luc, Marc et Jean réservés aux écoinçons,.

### Les piliers de saint Pierre et de saint Paul
On trouve à Cuxa deux piliers de marbre rose à l'effigie de saint Pierre et de saint Paul avec une représentation de la figure humaine dans le style des sculptures de Moissac vers la fin du XIe siècle. Les corps s'inscrivent dans des rectangles bordés de feuilles stylisées. Ils sont à peu près plats et seules les têtes auréolées d'un grand nimbe forme une saillie sur le bloc pour attirer l'attention. Le décor des autres faces du pilier de saint Pierre est composé d'une frise et une suite de cercles emprisonnant deux griffons, un lion et un hibou. Pour saint Paul, des lions et des griffons occupent un rinceau. La similitude des motifs avec ceux de la tribune fait croire que les deux piliers pourraient lui appartenir.

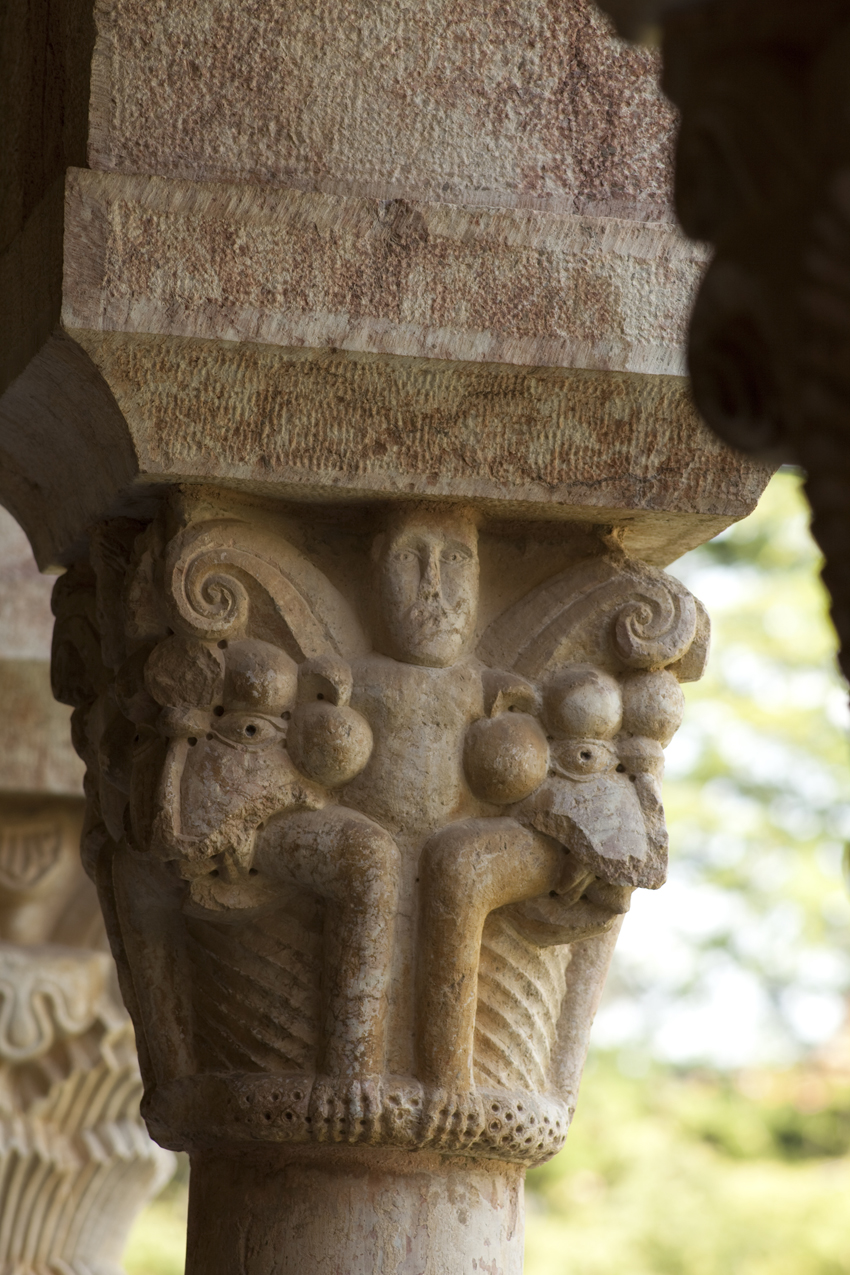
Chapiteau de la tribune de Cuxa.
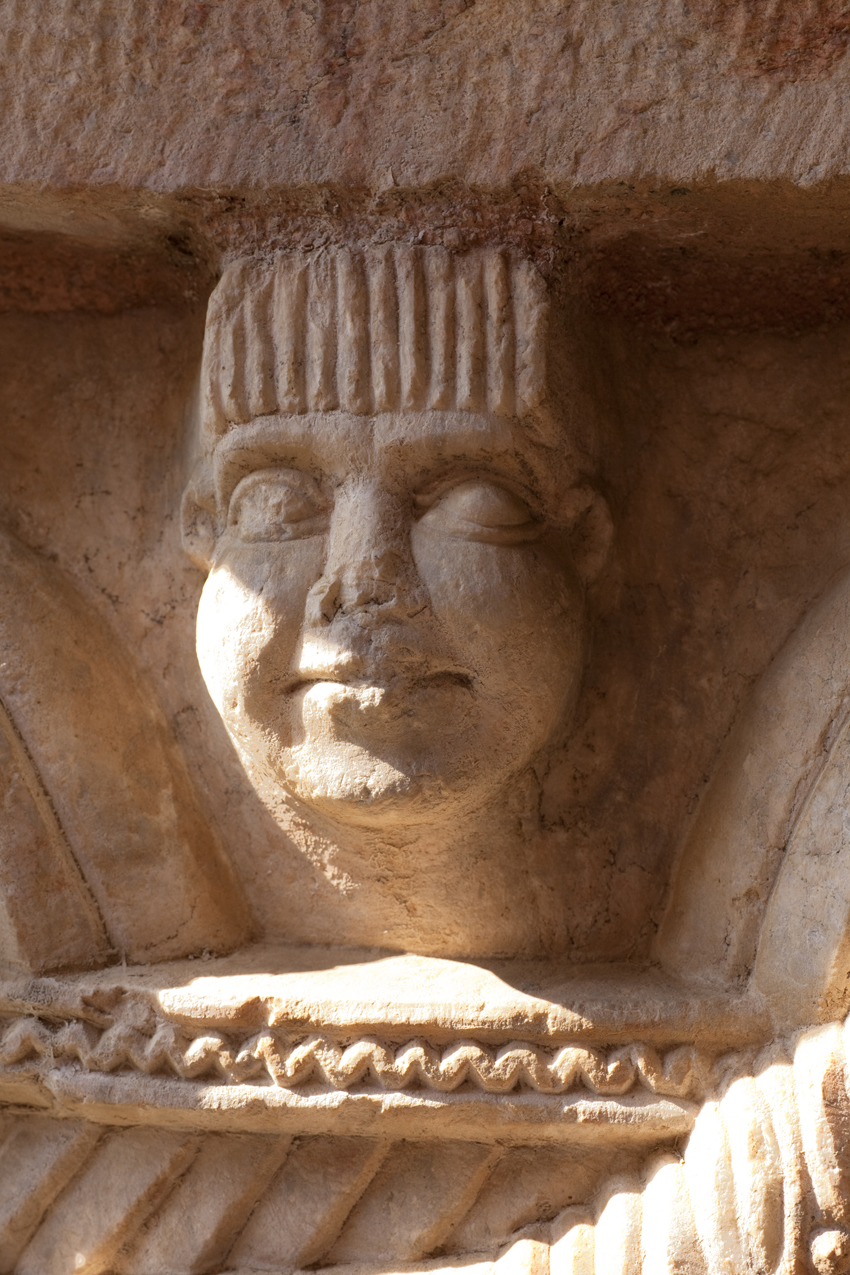
Tribune de Cuxa.
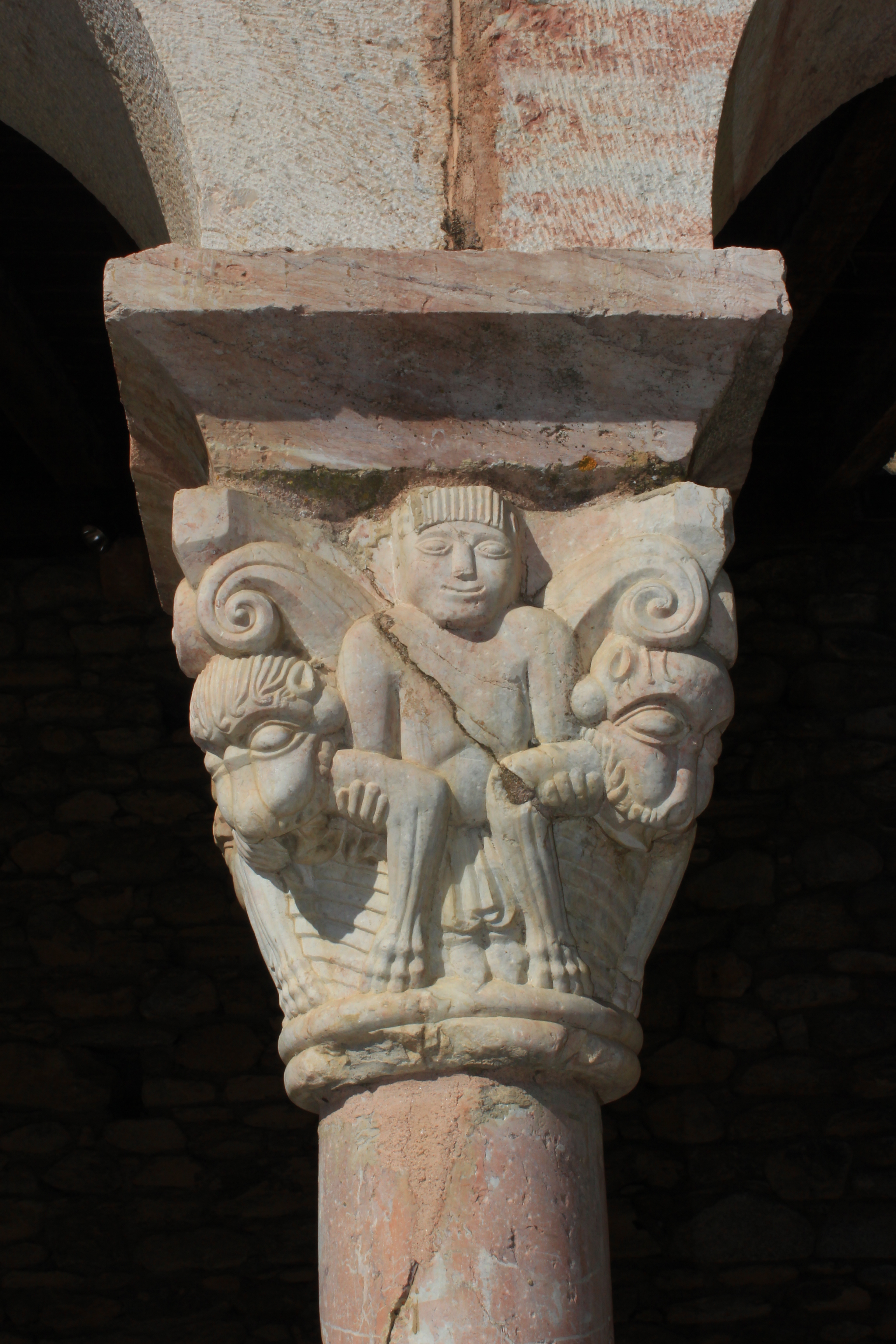
Tribune de Cuxa.
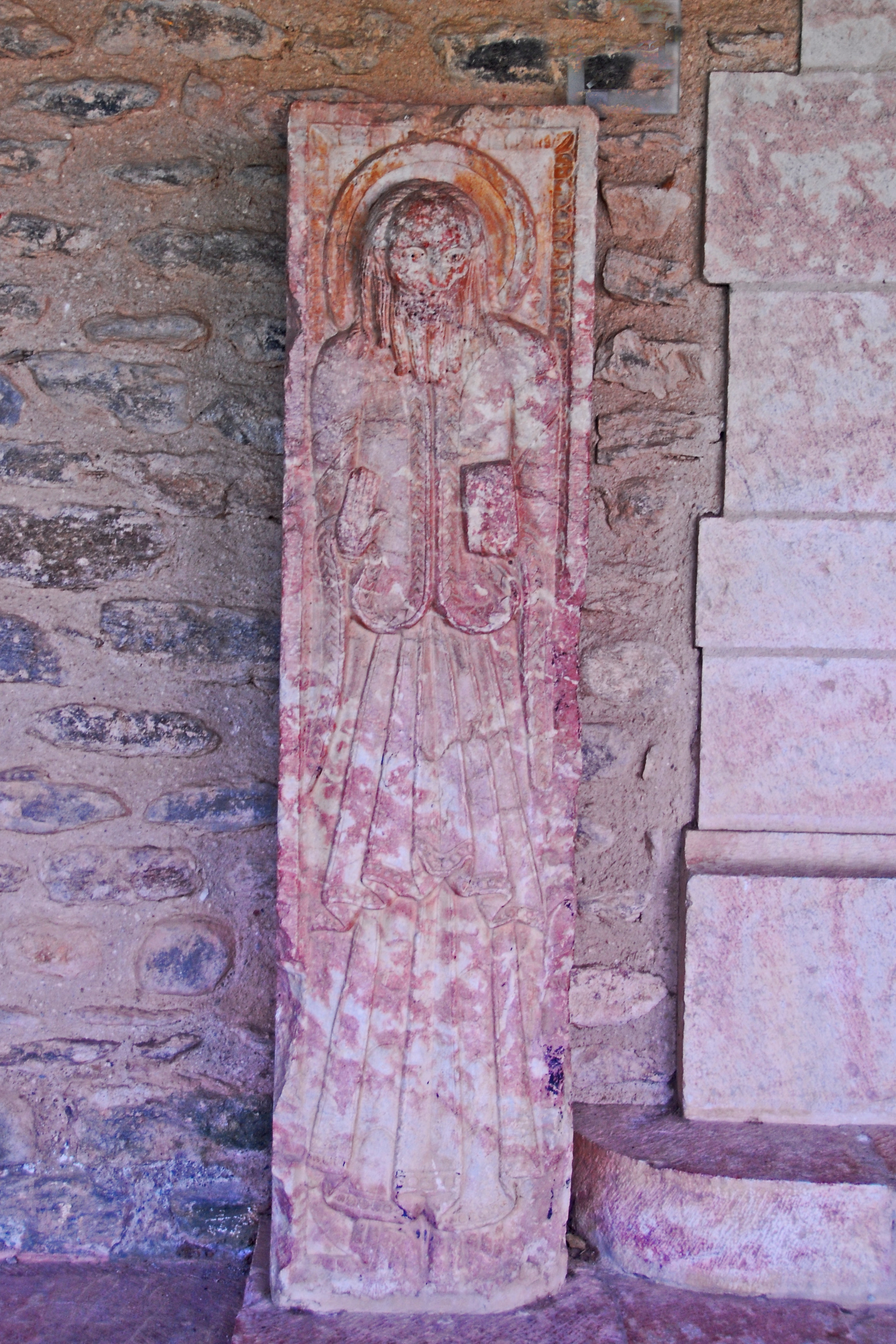
Pilier de saint Paul.
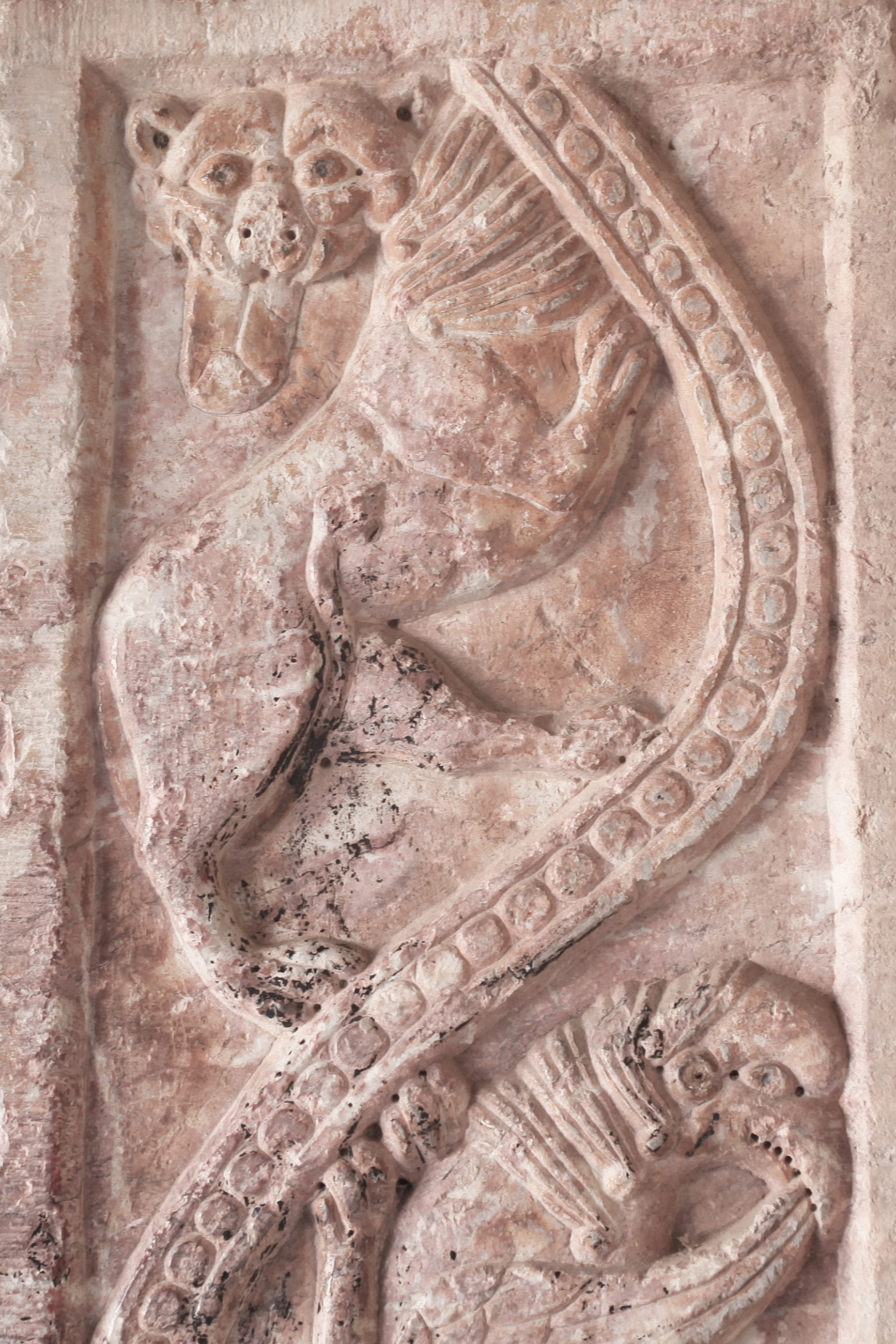
Saint saul et les animaux.
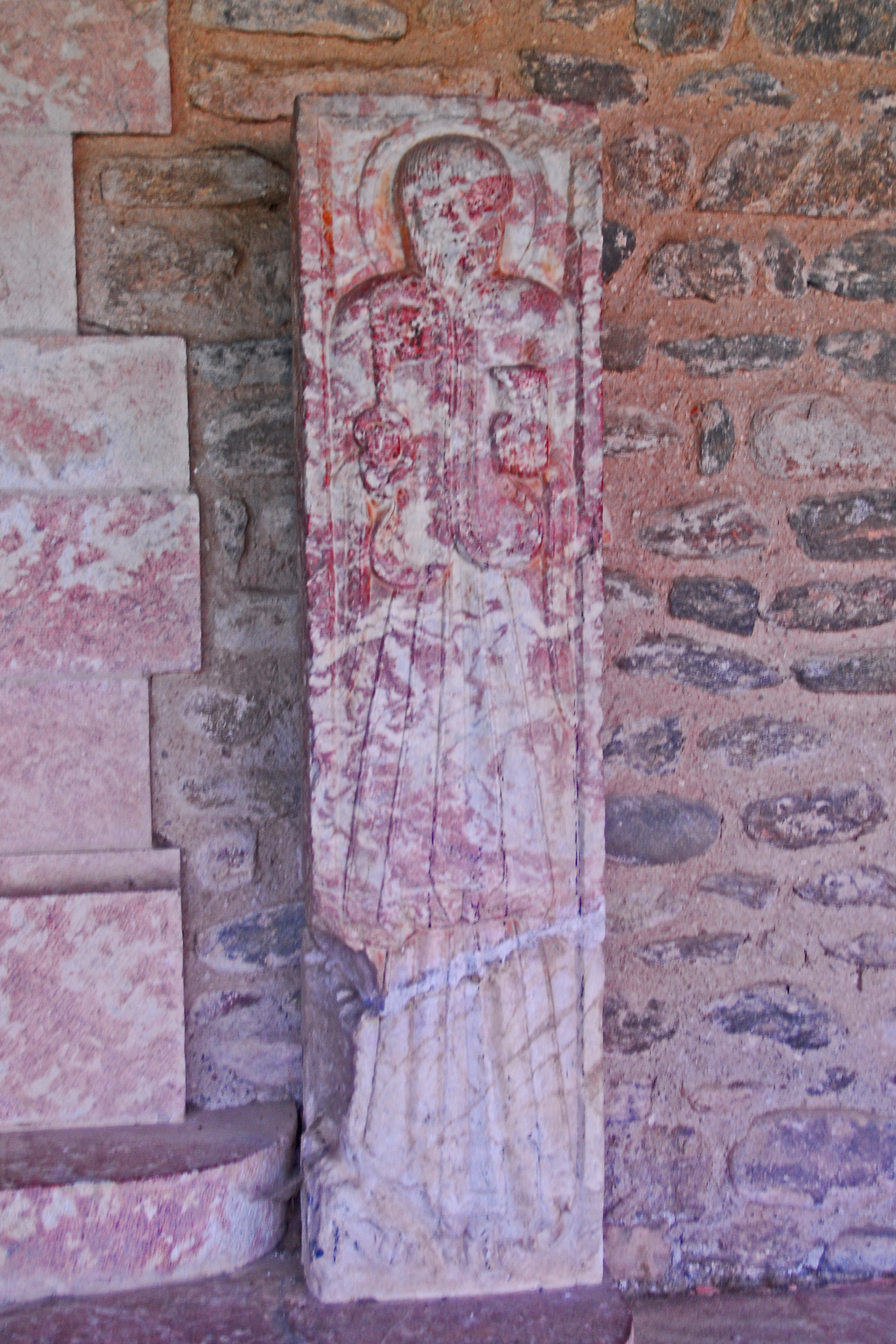
Pilier de saint Pierre.

## Festival Pablo Casals

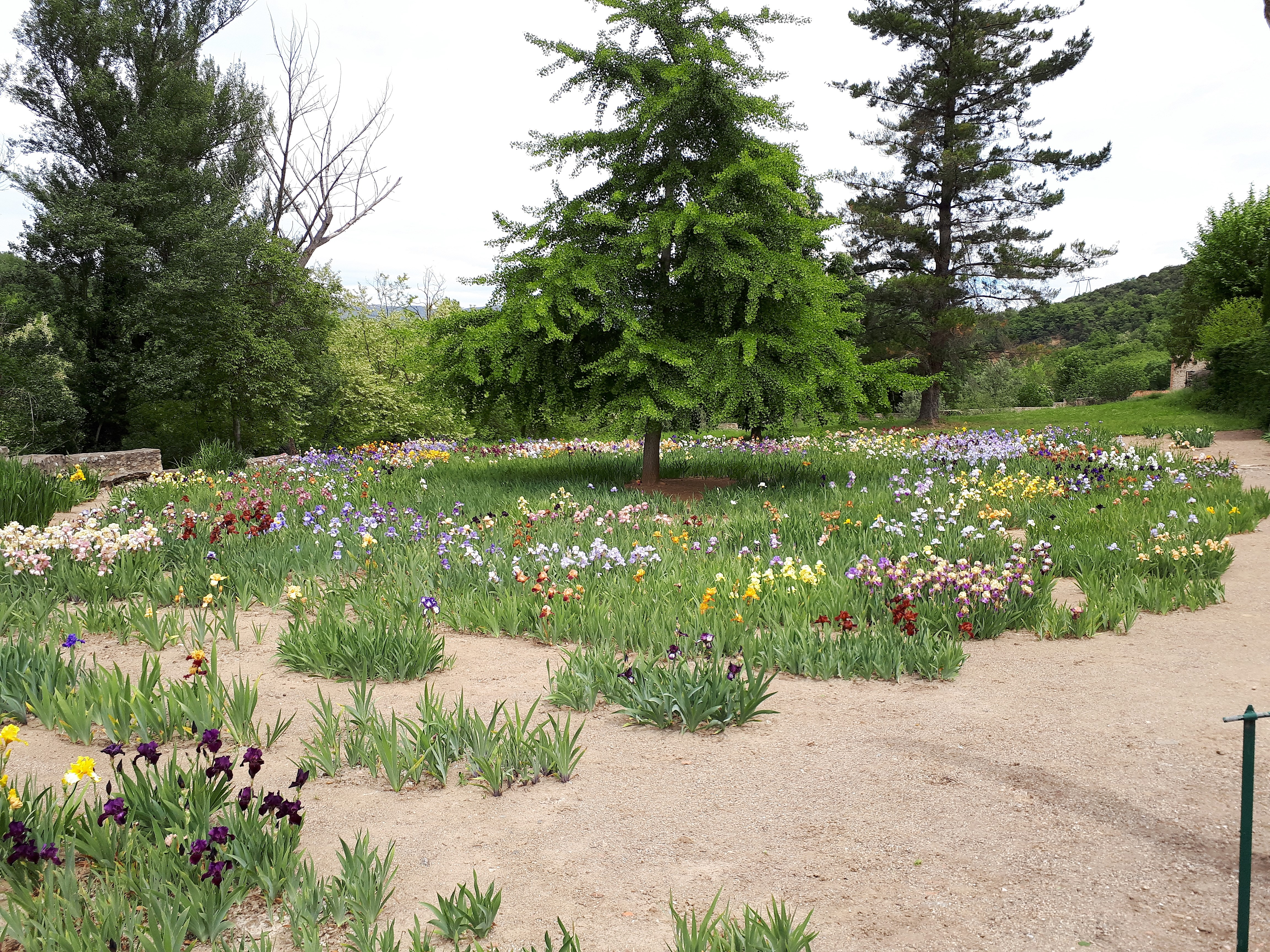
Jardin des Iris.

Chaque année à Prades dans les Pyrénées-Orientales, au mois d'août, le festival Pablo Casals donne une quarantaine de concerts accueillis pour la plupart dans l'abbaye Saint-Michel de Cuxa. Le directeur artistique, Pierre Bleuse, propose un programme de musique de chambre avec des œuvres du grand répertoire classique, des œuvres contemporaines ou encore des œuvres peu jouées.

## Jardin des iris
À la demande des pères bénédictins, un jardin des iris a été créé par des bénévoles dans le parc de l'abbaye il y a plus de 25 ans. Les variétés d'iris, au nombre de presque 500, sont venues de la pépinière d'iris de Thau.

## Pour en savoir plus